# О’Салливан, Ронни
Ро́нальд Анто́нио (Ронни) О’Салливан, OBE (англ. Ronald Antonio O'Sullivan; род. 5 декабря 1975, Уордсли, Уэст-Мидлендс) — английский профессиональный игрок в снукер и пул. Член снукерного Зала славы с 2012 года.
Семикратный чемпион мира по снукеру, восьмикратный чемпион Мастерс, восьмикратный чемпион Великобритании, десятикратный чемпион Премьер-Лиги и победитель ряда других турниров. Один из одиннадцати обладателей тройной короны (а также один из шести многократных обладателей тройной короны, то есть тех, кто выигрывал все эти турниры более одного раза). Обладатель ряда рекордов в снукере: по общему числу выигранных рейтинговых турниров (41), по количеству максимальных брейков, сенчури-брейков, сумме выигранных призовых в карьере, общему числу выигранных турниров Тройной короны и прочих.
В 2015 году за заслуги в игровой профессиональной деятельности награждён офицерской степенью Ордена Британской империи (OBE) (пятым в истории игры после Джо, Фреда, Стива Дэвисов и Терри Гриффитса). Первый игрок в истории снукера, заработавший последовательно 9, 10, 11, 12, 13 и 14 млн фунтов стерлингов призовыми и сделавший более 1300 сенчури-брейков за карьеру.
Согласно многочисленным опросам и мнению большинства специалистов, является одним из самых популярных снукеристов в истории и самым популярным в современности; кроме того, многие бывшие и действующие игроки, а также спортивные журналисты и эксперты признают О’Салливана лучшим снукеристом или за всю историю или, по крайней мере, за период «Открытой эры» игры. В 2020 году, завоевав свой шестой чемпионский титул, был признан Спортсменом года в Великобритании по версии Eurosport.
По статистике О’Салливан является самым успешным матчевым игроком — на его счету более 75 % побед от общего числа сыгранных матчей, что больше, чем у любого другого профессионала, за исключением снукеристов с небольшим стажем и не достигших в своей карьере хотя бы относительно значимых успехов (О’Салливан в общей статистике занимает десятую строчку, но 8 игроков, которые находятся в этой статистике выше, сыграли в своей карьере лишь по 1 турниру, а один — 2 турнира, в то время как Ронни приближается к 400 сыгранным в карьере турнирам). Ближайший преследователь из профессионалов современности — Джадд Трамп — имеет показатель 70,54 %, а пятнадцатикратный чемпион мира прошлого Джо Дэвис (первый чемпион мира) — 73,68 %. Согласно тем же отборочным критериям, Ронни — единственный профессионал, побеждавший чуть более, чем в 61 % сыгранных партий в рамках профессиональных турниров.
По общей снукерной статистике, Ронни — игрок, имеющий наилучшие показатели по личным встречам почти со всеми игроками (исключая игроков, проведших незначительное число матчей в карьере). Лишь с 19 игроками из 313, с которыми играл на протяжении своей карьеры, он имеет отрицательный счёт (то есть уступает), но из них лишь Джон Пэррот сыграл с Ронни более четырёх раз и лидирует крупно 8-4 (причём Джон уже давно завершил карьеру, а бо́льшая часть встреч была сыграна ещё в 1990-е годы, то есть в период ранней молодости О’Салливана), из остальных 18 игроков 12 сыграли с ним по разу и победили, 5 игроков выиграли две встречи из трёх, а Александр Урзенбахер выиграл 3 встречи из 4. 13 снукеристов в истории имеют равный счёт по встречам, из них 9 игроков выиграли одну встречу из двух, 2 игрока выиграли две встречи из четырёх, Тянь Пэнфэй выиграл 3 встречи из 6, а Марк Кинг – 5 из 10. Кроме того, из 19 игроков, имеющих положительный счёт по встречам, большинство уже завершили профессиональную карьеру (а Клифф Уилсон уже умер). Со всеми лидерами современного снукера, такими как Марк Селби, Дин Цзюньхуэй, Джон Хиггинс, Марк Уильямс, Шон Мерфи, Нил Робертсон, Марк Аллен, Джадд Трамп и прочие (некоторые из них были неоднократными чемпионами мира), равно как и с лидерами прошлого (Стив Дэвис, Стивен Хендри, Джимми Уайт и прочие) О’Салливан имеет положительный результат встреч
- Документальный фильм о Ронни О' Салливане, снятый в 2022 году во время чемпионата мира по снукеру

Край всего (The Edge of Everything) .  (видео)

## Биография
Ронни О’Салливан родился 5 декабря 1975 года в местечке Уордсли, графство Западный Мидлендс, (Англия).
Происходит из семьи, известной спортивными традициями. Дед был известным боксёром (как и его братья Дэнни и Дикки), а отец (его тёзка) — футболистом. У Ронни О’Салливана есть родная сестра Даниэль, которая на четыре года младше него.
В 1992 году отец Ронни О’Салливана был приговорён к пожизненному заключению за убийство с возможностью УДО через 18 лет. В 2010 году он был освобождён спустя 18 лет пребывания в тюрьме.

«Мой папа теперь хотел бы приспособиться к жизни, которая очень изменилась за то время, пока он был в тюрьме… Он хотел бы сделать это тихо, в частном порядке, и как человек, глубоко сожалеющий об обстоятельствах и ущербе, которые привели к его заключению.»

Однако все проблемы отца на воспитании Ронни О’Салливана не сильно отразились. Его мать Мэри также отбывала небольшой срок в 1995 году за неуплату налогов. В 1996 году сам О’Салливан получил условный срок и был приговорён к штрафу за свою несдержанность в ходе одного из турниров по отношению к пресс-атташе — Майку Гэнли (сейчас организатор турниров).
Свой доход от снукера и рекламы О’Салливан вкладывает в недвижимость, но не разглашает этот доход. Он владеет несколькими домами, магазином дамского белья и магазином снукерной атрибутики в Лондоне.
О’Салливан очень критичен к своей игре даже по отношению к победным матчам. Страдал от депрессий. Много раз заявлял о возможном уходе из снукера ввиду потери мотивации (впервые ещё в 17 лет, потом с различной периодичностью как после ярких побед, так и после разгромных поражений). Любит быструю езду. В 1995 году был отстранён от управления на год и оштрафован на 1200 фунтов стерлингов.
В 2004 году О’Салливан был приглашён в телепрограмму Top Gear. Сначала он проделал круг на тестовой машине с весьма неплохим временем, а затем сыграл фрейм на скорость при четырёх красных и всех цветных шарах, пока The Stig, анонимный тест-пилот, проходил этот же круг на автомобиле О’Салливана Mercedes SL 500 с номером 147. На снукерном столе О’Салливан разобрался с шарами быстрее, чем сделал круг на машине.
В этом же году в соавторстве с Саймоном Хэттенстоуном выпустил книгу: «Ронни: Автобиография Ронни О’Салливана», дополненное издание. В 2008 году книга была издана на русском языке.
За скорострельную и эффективную манеру игры получил прозвища «Ракета» (The Rocket) и «Экзосет из Эссекса» (The Essex Exocet). «Экзосет» (фр. Exocet — летучая рыба) — французская крылатая противокорабельная ракета, самая распространённая и популярная противокорабельная ракета на Западе. Именно этими ракетами во время Фолклендской войны были потоплены и серьёзно повреждены несколько британских кораблей.
По мнению большинства специалистов, О’Салливан — самый талантливый игрок за всю историю снукера, его игра оценивается выше таких мэтров, как Алекс Хиггинс или Джимми Уайт. Как и у других в высшей степени талантливых спортсменов (таких как снукерист Алекс Хиггинс или футболист Джордж Бест), характер О’Салливан противоречив, и нередко он играет хуже, чем может, и порой кажется, что он потерял интерес к игре. Однако его талант настолько разнообразен, что он может делать стоочковые брейки с левой руки так же успешно, как и с правой. В одном из матчей с классическим левшой Марком Уильямсом он почти всю партию провёл левой рукой, применив фирменный удар Уильямса — из-под живота. На его счету 15 максимальных брейков (абсолютный рекорд), пять из которых входят в число самых быстрых в официальных встречах, а три сделаны на чемпионатах мира.
О’Салливан считается мастером построения серий (англ. Break-building). На чемпионате мира 2012 (7-й фрейм финала с Али Картером) он сотворил выдающийся клиренс — 92 очка в очень плохой позиции, не менее сложный клиренс также выполнял в финале Welsh Open 2005 года в контровой партии против Стивена Хендри и в финале Northern Ireland Trophy 2008 против Дейва Харольда.
- 7-й фрейм финала ЧМ-2012 (видео Архивная копия от 2 октября 2016 на Wayback Machine)

На его счету в официальных матчах уже 1000 сенчури-брейков (на 10 марта 2019), в среднем порядка 34 за сезон. Это весьма впечатляющий результат. Наиболее «урожайным» явился чемпионский сезон 2017/18, 74 сенчури-брейка. О’Салливан — один из немногих снукеристов, которые в карьере исполняли сотенные брейки, от 100 до 147 очков.
Помимо Премьер-лиги, которую уже впору называть «О’Салливан — Лига» (как сказал о нём комментатор Евроспорта Владимир Синицын: «Ронни — Премьер лиги»), наиболее удачным турниром для О’Салливанf является Мастерс, где он собрал 12 финалов, 7 из которых выиграл. Также он входит в достаточно узкий круг игроков, которым удавалось в одном сезоне выиграть чемпионат Великобритании и чемпионат мира — два самых значимых турнира (сезон 2007/2008). Кроме него добиться такого результата удавалось лишь Стивену Хендри, Стиву Дэвису, Марку Уильямсу и Джону Хиггинсу. В сумме он находится на первом месте по общему числу данных титулов обойдя в декабре 2018 года Стивена Хендри: 19 побед против 18.
- Шоу должно продолжаться… (видео Архивная копия от 5 декабря 2017 на Wayback Machine)

7 раз признавался Игроком года (Player of the Year) — 1994, 2001, 2004—2005, 2008, 2012, 2014.
О’Салливан выступил 15—16 августа 2009 года на Сильверстоуне в двух раундах автогонки Volkswagen Racing Cup за рулём Volkswagen Jetta под номером «147». В первой гонке О’Салливан уже на первом круге попал в гравийную ловушку и сошёл. Во второй приехал последним из финишировавших при пятерых сошедших. На этапе в Брэндс Хэтч в первой гонке О’Салливан финишировал 13-м из 16 финишировавших при 10 сошедших (стартовал 20-м). Во второй гонке он шёл на 10-й позиции, однако за два круга до финиша не удержал машину и застрял в гравийной ловушке.
Ронни О’Салливан при поддержке компании «Rileys», производителе снукерного оборудования, объявил кампанию по поиску и дальнейшему продвижению молодых талантов. 27 марта 2010 года состоялся турнир «Будущие звёзды». В результате региональных отборов осталось 8 игроков до 16 лет, которые во время чемпионата мира посетили учебный лагерь в Шеффилде и провели совместные тренировки с ведущими игроками мира. После тактических занятий и собеседований О’Салливан определил победителя, им стал 16-летний Джоэл Уокер из Шеффилда.
В 2012 году уже 18-летний Джоэл Уокер, благодаря отличному выступлению в Q School, на два года обеспечил себе участие в мэйн-туре. В 2014 году на открытом чемпионате Уэльса Уокер впервые в карьере достиг 1/4 финала, где в упорной борьбе уступил будущему финалисту турнира Дину Цзюньхуэю.
В 2010 году Ронни О’Салливан был «лицом» PR-кампании по продвижению нового формата снукера — Power Snooker.

«Power Snooker — будущее снукера. Поймите, на дворе 2010 год, и мы не хотим больше оставаться в 1970-х. Я пытался найти недостатки в этом формате, но не смог. Он изменит лицо снукера»

«Чемпионат мира всегда будет актуальным. Но Power Snooker — это стоящее дело. Думаю, этот проект понравится телевизионщикам».

О’Салливан становится послом снукера: очередное начинание совместно с компанией «Rileys» — привлечь в снукер и пул 147000 ребят в возрасте от 12 до 18 лет. Для этой цели предоставляются годовые абонементы в 120 клубов «Rileys» по всей стране.
В марте 2014 года Eurosport подписал эксклюзивное соглашение с Ронни О’Салливаном, который станет с настоящего времени всемирным послом снукера и будет трудиться на благо популяризации своего вида спорта. Eurosport вместе с О’Салливаном создал программу о снукере, которая называется «Шоу Ронни О’Салливана».

## Личная жизнь
В 2003 году под влиянием своего друга — боксёра Насима Хамеда, всерьёз интересовался исламом, однако не стал его принимать. Этот момент описан в его многочисленных интервью и автобиографии.
Проживает в Лондоне. В 2008 году О’Салливан разошёлся с Джо Лэнгли, с которой состоял в гражданском браке 8 лет и имеет двоих детей: в феврале 2006 года она родила ему дочь Лили Джо, а 12 июня 2007 года — сына Ронни-младшего.
У О’Салливана также есть ещё одна дочь — Тэйлор-Энн от двухлетнего брака с Салли Магнус, которая живёт отдельно со своей матерью.
В 2013 году О’Салливан обручился с Лейлой Руасс (англ. Laila Rouass), которая на четыре года старше него и у неё есть дочь Инез.

## Начало карьеры
Свои способности в снукере О’Салливан проявил уже в раннем возрасте. В 10 лет на любительском турнире он сделал сенчури-брейк — 117 очков, а в 13 лет провёл первый тотал-клиренс (то есть «очистил» стол и забил все шары с первого до последнего по правилам) (142 очка). В 14 лет О’Салливан стал чемпионом Великобритании среди юниоров. В возрасте 15 лет сделал первый максимальный брейк на юниорском чемпионате Англии.
В 14-летнем возрасте он выигрывал призы на любительских турнирах до 1000 фунтов стерлингов. Юношеская карьера О’Салливан началась с того, что в 1991 году он дошёл до четвертьфинала чемпионата игроков до 19 лет, но потерял свой первый титул чемпиона среди игроков не старше 16 лет, проиграв в полуфинале. В 1991 году выиграл первый серьёзный турнир — чемпионат мира среди юниоров IBSF в категории до 21 года. В 1992 году в финале Южного чемпионата Англии среди любителей, одном из последних, в котором Ронни принимал участие в качестве любителя, он проиграл Стивену Ли. В 16 лет О’Салливан начинает карьеру профессионального игрока в снукер.

## Профессиональная карьера
Первые профессиональные матчи О’Салливан сыграл ещё в 1989 году.

#### Сезон 1992/93
Летом 1992 года О’Салливан присоединился к профессионалам и начал длинный квалификационный процесс. Он сделал одну из лучших беспроигрышных серий, выиграв 38 матчей подряд, и квалифицировался во все финальные стадии рейтинговых турниров. Всего в рамках своего первого профессионального сезона Ронни 112 профессиональных матчей выиграл 94 и ещё 3 сыграл вничью.
Прозвище «Ракета» Ронни получил сразу же в своем первом сезоне Мэйн-тура, когда в квалификации к Гран-при 1992 со счетом 5:0 выиграл у Джейсона Куртиса матч до 5 побед за 43 минуты 36 секунд, что до сих пор является непревзойдённым рекордом.
В этом сезоне, участвуя в рейтинговых турнирах, он один раз дошёл до четвертьфинала и пять раз останавливался на стадии 32 сильнейших. Ему удалось повторить достижение Стивена Хендри — квалифицироваться на чемпионат мира в 17 лет. И хотя там он проиграл в первом раунде Алану Макманусу со счётом 7:10, специалисты отметили, что это был очень хороший результат. Среди нерейтинговых турниров он выиграл свой первый профессиональный титул Nescafe Extra Challenge, играл в полуфинале Humo Masters, как и в низкорейтинговом Strachan Challenge, и закончил свой дебютный сезон на 57-й строчке рейтинга. За этот сезон Ронни сделал 30 сенчури-брейков.

#### Сезон 1993/94
Он начал сезон 1993/94, сыграв полуфинал на Dubai Classic и выиграв чемпионат Великобритании. Это случилось за неделю до его 18-го дня рождения: переиграв Стива Дэвиса (9:6) в четвертьфинале, в финале Стивена Хендри (10:6), он стал самым молодым за всю историю победителем рейтингового турнира. За месяц до этого газета «The Independent» вышла с заголовком: «Новый „золотой мальчик“ в снукере» (до этого «золотым мальчиком» называли Стивена Хендри), а 29 октября: «Самый молодой чемпион Британии». На следующем турнире (European Open) он вновь вышел в финал, но на этот раз Хендри победил. Свой второй рейтинговый титул Ронни завоевал на British Open, выиграв у Джеймса Уоттаны. На чемпионате мира, хотя он и выиграл в первом раунде у Денниса Тейлора 10:6, в следующем же вчистую проиграл Джону Пэрроту 3:13, но этого оказалось достаточно для того, чтобы войти в число 16 лучших игроков мира — он занял 9-ю строку рейтинга, проведя только два профессиональных сезона. Он также выиграл Benson & Hedges Championship, который дал ему «уайлд-кард» на турнир Мастерс в Уэмбли, но там он не выиграл даже стартовый матч.

#### Сезон 1994/95
Несмотря на два финала, два полуфинала и три четвертьфинала, О’Салливан никак не мог добавить ещё одну победу в рейтинговых турнирах сезона 1994/95, но он получил чек на £ 120 000 на Мастерс и рейтинговые очки, что позволило ему переместиться на третью строчку. В финале турнира British Open он уступил Джону Хиггинсу со счётом 6:9.

#### Сезон 1995/96
В сезоне 1995/96 О’Салливан дошёл до четвертьфинала на чемпионате Великобритании, где проиграл Энди Хиксу 7:9. На British Open в полуфинале он так и не смог взять реванш у Джона Хиггинса 4:6, которому ещё и проиграл ранее на Thailand Open 3:5. Хотя он выиграл нерейтинговый Charity Challenge и вновь добрался до финала на Уэмбли, снова не смог выиграть ни одного рейтингового турнира и опустился на восьмую строчку рейтинга. Главным достижением сезона стал полуфинал на чемпионате мира. Ронни победил Алена Робиду 10:3; Тони Драго 13:4, Джона Хиггинса 13:12. В полуфинале он играл с более опытным Питером Эбдоном, которому в итоге и уступил со счётом 14:16.

#### Сезон 1996/97
Этот сезон оказался для О’Салливан более чем успешным: он выиграл рейтинговые турниры German Open и Asian Classic. Он также выиграл турнир лиги Matchroom (Премьер Лига) и проиграл в финалах Charity Challenge и Masters. Проиграл Ронни и на чемпионате мира в Шеффилде. В стартовом матче против Мика Прайса О’Салливан поставил до сих пор не побитый рекорд по времени, затраченному на исполнение максимального брейка в 147 очков — 5 минут и 20 секунд. Он заработал £ 165 000 за это достижение, но в следующем раунде в решающей партии уступил Даррену Моргану со счётом 12:13. По итогам сезона О’Салливан впервые был признан игроком года.

#### Сезон 1997/98
Он занял 7 место в рейтинге, а в сезоне 1997/98 завоевал второе звание чемпиона Великобритании и стал победителем Scottish Open, но тем не менее не смог добраться до полуфинала в Шеффилде. Он обыграл Кена Доэрти в финале Benson & Hedges Irish Masters, но был дисквалифицирован после прохождения теста на допинг. В крови было обнаружено присутствие марихуаны. Победа пришла к О’Салливану на турнире Riley Superstars International на Дальнем Востоке. Также он играл в четвертьфинале на British Open, где уступил Марку Уильямсу 4:5. Был неудачный полуфинал на German Open, где он проиграл Джону Хиггинсу со счётом 4:6. На чемпионате мира О’Салливан снова дошёл до полуфинала, переиграв Джо Свэйла 10:5, Алана Макмануса 13:4 и Джимми Уайта 13:7, и снова его остановил Джон Хиггинс. После этого он вернулся к трём первым ступеням рейтинга, и теперь Ронни О’Салливан, Стивен Хендри, Джон Хиггинс и Марк Уильямс стали главными претендентами на победу в рейтинговых турнирах.

#### Сезон 1998/99
За этим последовал очень плохой, по сравнению с предыдущими, сезон 1998/99. О’Салливан проиграл в финале Charity Challenge, а в полуфинале на чемпионате Уэльса уступил Марку Уильямсу 1:6. Тем не менее О’Салливан в третий раз удалось дойти до полуфинала на чемпионате мира, переиграв Лео Фернандеса 10:3, Джо Перри 13:8 и Джона Пэррота 13:9. В полуфинале его ждал Стивен Хендри, который боролся за свой седьмой чемпионский титул. Исход матча был не в пользу О’Салливана — 13:17.

#### Сезон 1999/00
Он выиграл ещё два рейтинговых турнира сезона 1999/2000 — China International, победив Стивена Ли 9:2, и Scottish Open, победив Марка Уильямса 9:1, но закончил сезон с низким рейтингом, проиграв ко всему стартовый матч чемпионата мира Дэвиду Грэю 9:10. Нерейтинговый турнир Champion’s Cup (который заменил Charity Challenge) для О’Салливана закончился также неудачно — только второе место. Однако он сохранил своё четвёртое место в рейтинге и помог команде Англии завоевать Nations Cup. Также в этом сезоне О’Салливану удалось сделать 2 максимальных брейка на Гран-при и Scottish Open.

#### Сезон 2000/01
Сезон 2000/01 начался хорошо — победа в турнире Champion’s Cup. Затем стремительное продолжение и выигрыш Regal Scottish Masters в Мотеруэлле, после которого он вышел в финал Гран-при, но уступил Марку Уильямсу 5:9. Затем О’Салливан дошёл до полуфинала чемпионата Великобритании, где снова проиграл Уильямсу, на этот раз со счётом 4:9. Далее начался турнир на Дальнем Востоке, где он сохранил свой титул на China International, выиграв у Марка Уильямса 9:3. По возвращении домой дела О’Салливан в рейтинговых турнирах снова не заладились, но он сумел выиграть нерейтинговые Irish Masters и Премьер-лигу. На старте мирового чемпионата Ронни набрал отличную форму, побудившую Питера Эбдона, после его поражения в четвертьфинале, сравнить О’Салливана с Моцартом. В финале Ронни встретился со своим давним конкурентом — Джоном Хиггинсом, который также был в прекрасной форме. Результат того матча был непредсказуем до заключительной сессии. Ронни выиграл 18:14, завоевав свой первый титул чемпиона мира и впервые в карьере заняв вторую строчку мирового рейтинга. Этот свой титул он посвятил отцу.

#### Сезон 2001/02
В следующем сезоне он удачно выступил на British Open. Тогда он сделал свой пятый максимальный брейк на новом турнире LG Cup и стал трёхкратным чемпионом Великобритании. Только дважды за сезон он не смог войти в шестнадцать сильнейших. Показав сильную игру на предварительных этапах борьбы в защиту своего чемпионского звания, О’Салливан проиграл в полуфинале Стивену Хендри 13:17, но этого оказалось достаточно, чтобы занять первую строчку рейтинга.

#### Сезон 2002/03
В сезоне 2002/03 последовало постепенное ухудшение игры О’Салливана. Он выиграл турнир European Open, победив в финале Стивена Хендри со счётом 9:6. Кроме этого, ему удалось дважды обыграть Джона Хиггинса в финалах Scottish Masters и Irish Masters. Другими достижениями стали лишь четвертьфиналы. На чемпионате мира О’Салливан поставил рекорд, сделав 147 очков — второй раз на чемпионате мира и шестой в карьере. Однако стартовый матч он проиграл Марко Фу со счётом 6:10. В этом сезоне Ронни преодолел отметку в 300 сенчури брейков.

#### Сезон 2003/04
В сезоне 2003/04 спад в его карьере подходил к концу, но победы всё никак не давались. О’Салливану так и не удалось выиграть титул кубка LG. Однако после этого серьёзный спад в карьере начался у Марка Уильямса (№ 1 рейтинга), и исчезла стабильность в игре Пола Хантера (№ 2), что повысило шансы О’Салливана вернуться и стать № 1 в рейтинге. Затем последовал неудачный финал на British Open, где он уступил Стивену Хендри 6:9. На чемпионате Великобритании 2003 года О’Салливан уверенно дошёл до полуфинала, где проиграл опять-таки Стивену Хендри 4:9.
Ему удалось выиграть финал на Welsh Open, где он проигрывал 5:8 Стиву Дэвису. Четыре фрейма подряд сумел выиграть О’Салливан в этом нелёгком противостоянии и победил. Драматически сложился финал Мастерс 2004. Ронни набрал великолепную форму и создал значительный отрыв в матче с Полом Хантером сначала 7:2, а затем 8:5. Но Пол Хантер при счёте 7:9 переломил ход встречи и победил 10:9.
В начале 2004 года его отец созвонился с Рэем Риардоном и договорился с тем, что он поможет О’Салливану в тренировках. Это несомненно принесло пользу. На чемпионате мира Салливан продемонстрировал отличную игру, победив Стивена Магуайра 10:6; Энди Хикса 13:11 и Энтони Хэмилтона 13:3. Затем О’Салливан с разгромным счётом 17:4 в полуфинальном матче переиграл Стивена Хендри. В финале Ронни играл с Грэмом Доттом, который выиграл по очереди у Марка Кинга, Джона Хиггинса, Дэвида Грэя и Мэттью Стивенса. Дотт грозился нарушить планы О’Салливана, поведя в их встрече 5:0, но О’Салливан быстро исправил ситуацию и выиграл финал 18:8. Он стал снова № 1 в рейтинге.

#### Сезон 2004/05
Следующий сезон 2004/05 О’Салливан начал с того, что наконец-то выиграл турнир Гран-при в своей карьере. На British Open и чемпионате Великобритании он потерпел поражения от Стивена Магуайра 1:6 и 6:9. В финале Welsh Open 2005 он победил Стивена Хендри, спокойно сыграв сложнейшую позицию на столе в контровой партии и выиграв со счётом 9:8.
На следующем турнире, Кубке Мальты, он начал проигрывать опять-таки Грэму Дотту 0:2, затем, лидируя в третьей партии 26-0, он вышел из себя и, ударив по пирамиде красных шаров, убежал из зала, а затем полностью признал своё поражение. На следующей неделе выиграл турнир Masters, переиграв Грэма Дотта 6:3, Дин Цзюньхуэя 6:3 и Джимми Уайта 6:1. В финале он выиграл у Джона Хиггинса 10:3. «Великолепное зрелище, несмотря на то, что я сам попал под раздачу. Абсолютный гений», — заявил Хиггинс после окончания финала.
- Ронни О’Салливан показывает своё мастерство на Мастерс 2005 видео Архивная копия от 22 октября 2014 на Wayback Machine

В марте Ронни выиграл рейтинговый турнир Irish Masters, одержав верх над Мэттью Стивенсом со счётом 10:8. Попутно он преодолел новый рубеж — 400 сенчури брейков за карьеру.
Затем О’Салливан приехал в Шеффилд на ЧМ. В первом же раунде он натолкнулся на отчаянное сопротивление Стивена Магуайра, который ошибся в решающей серии и поэтому проиграл. В четвертьфинале с Питером Эбдоном Ронни играл вяло и проиграл. После этого матча Ронни объявил, что, скорее всего, пропустит следующий сезон, так как очень устал от перегрузок. В этом сезоне Ронни О’Салливан выиграл 5 турниров из 10 и приблизился к собственному рекорду.

#### Сезон 2005/06
Следующий сезон стал сезоном поражений Ронни О’Салливана. Он принял участие на премьере турнира Northern Ireland Trophy 2005, где проиграл Джо Свэйлу 2:4. На Гран-при он неуверенно переиграл 81-го в рейтинге Бьёрна Ханевеера, хотя сам О’Салливан на тот момент был первым. Затем переиграл Энтони Хэмилтона 5:2, взял реванш у Джо Свэйла 5:2, переиграл Барри Пинчеса 5:1, Барри Хокинса 6:5. В финале его ждал Джон Хиггинс. О’Салливан уступил практически без борьбы, 2:9. Но затем, 4 декабря, О’Салливан обыграл Стивена Хендри в финале Премьер-лиги 6:0, при этом он сам отметил: «Это была нечестная игра. Стивен не играл так, как он мог играть…»
В розыгрыше Malta Cup он отказался участвовать, в связи с плохими воспоминаниями 2005 года. На Welsh Open О’Салливан проиграл в первом раунде Иану Маккалоху 1:5, а на China Open — Джеймсу Уоттане 0:5. Тем не менее О’Салливан хорошо подготовился к ЧМ. В полуфинале ему пришлось играть с Грэмом Доттом. После второй сессии счёт был равный 8:8, но игра О’Салливана резко испортилась в третьей сессии, в которой он проиграл все фреймы и в итоге после счёта 8:16, проиграл 11:17.
- Финальная партия встречи Ронни О’Салливана и Грэма Дотта видео Архивная копия от 16 апреля 2016 на Wayback Machine

#### Сезон 2006/07
В сезоне 2006/07 О’Салливан на турнире Northern Ireland Trophy 2006 он установил новый рекорд быстрого снукера, всухую обыграв Доминика Дэйла, сыграв самый быстрый в истории матч до шести побед и затратив на это всего лишь 52 минуты и 47 секунд, вышел в финал. В финале он встретился с китайской звездой, Дином Цзюньхуэем, и, демонстрируя отменную игру, всё-таки уступил молодому игроку со счётом 6:9.
На Pot Black Cup 2006 О’Салливан участвовать отказался. На турнире Премьер-лига закончил круговой этап с 4 победами и 2 ничьими, поставив «Рекорд непобедимости на турнире», сыграв 23 непроигранных матча подряд. Таким образом, Ронни О’Салливан стал шестикратным чемпионом Премьер-лиги.
- Сенчури-брейк Ронни в Премьер-лиге (видео Архивная копия от 15 апреля 2016 на Wayback Machine)

На UK Championship 2006 О’Салливан переиграл Рикки Уолдена 9:8, затем давнего противника Стивена Магуайра 9:3. В матче со Стивеном Магуайром в победной партии О’Салливан совершил уникальное достижение: после ошибки Стивена на дальнем шаре, причём чёрный шар ушёл за болкерную линию и встал практически вне игры возле короткого борта, весь фрейм — все 15 красных — О’Салливан провёл через розовый шар. В четвертьфинале его ждал Стивен Хендри, который только-только начал восстанавливать свою форму. Проигрывая 1:4, О’Салливан набрал 24 очка и, ошибившись на трудном красном шаре, попрощался с судьёй и Хендри и покинул зал, этим самым полностью признав своё поражение, как на Malta Cup 2005.
В финале турнира Мастерс О’Салливан настолько уверенно показывал своё превосходство перед соперником Дином Цзюньхуэем, что тот покинул зал до окончания матча. О’Салливан уговорил его вернуться, и они сыграли ещё один фрейм.
Далее события в сезоне сложились следующим образом: устав после финала Мастерс, он уступил на Мальте Майклу Холту в первом раунде 3:5.
- Удар Ронни О’Салливана на турнире Malta Cup видео Архивная копия от 19 апреля 2016 на Wayback Machine

На Welsh Open О’Салливан дошёл до четвертьфинала. Нил Робертсон в контровой партии оказался сильнее него — 5:4.
С середины февраля по 11 мая проходил неофициальный челлендж «Легенды снукера», в котором Ронни О’Салливан сыграл 9 выставочных встреч со Стивеном Хендри. Деньги, вырученные с этого челленджа, пошли на благотворительность. Причём в одной из встреч О’Салливан сделал сразу два максимума, что было для него личным рекордом (в общей статистике эти брейки не учитываются).
В марте состоялся турнир Irish Masters, который О’Салливан выиграл, в финале уверенно разобравшись с Барри Хокинсом — 9:1. В первом матче этого турнира против Джо Свейла О’Салливан сумел сделать максимальный брейк в контровом фрейме, однако турнир проводился на столе с неутверждёнными параметрами, поэтому этот брейк не попал в официальную статистику.
На China Open О’Салливан стремительно прошёл в полуфинал, но там не сумел совладать с Грэмом Доттом — 2:6.
Начало ЧМ ознаменовалось уверенной победой над Дином Цзюньхуэем 10:2, но Джона Хиггинса он переиграть не сумел: 13:9 в пользу Хиггинса.
31 мая 2007 года комиссия Worldsnooker оштрафовала О’Салливана на 21 000 фунтов и 900 рейтинговых очков за то, что он прервал матч против Хендри в декабре.

#### Сезон 2007/08
12 июня 2007 года у О’Салливан родился сын (до этого у него было две дочери от разных браков) Ронни.
На новый турнир Шанхай Мастерс О’Салливан не полетел, сославшись на травму спины. Травма была серьёзной, и организация Worldsnooker зачислила на его счёт гарантированные 700 очков.
Очень уверенно чувствовал себя О’Салливан на Гран-при 2007. Выйдя из группы без проблем, он дошёл до финала: обыграл Джо Свэйла, Шона Мерфи, Майкла Джаджа. В финале играл он с Марко Фу и боролся долго и упорно. Но удача была явно не на стороне Ронни: он проиграл 6:9.
На турнире Nortern Ireland Trophy в очень тяжёлом матче О’Салливан победил Тома Форда со счётом 5:4. В следующем раунде О’Салливана было просто не узнать. В матче с Картером Ронни установил мировой рекорд — в матче до 5 побед он сделал 5 сенчури-брейков, один из которых стал максимальным. Но его сильная игра исчезла в матче с Фергалом О’Брайеном: он проиграл 2:5.
Хорошо удалось провести О’Салливану неделю UK Championship. Сначала он обыграл Майкла Холта 9:6, а потом Марка Кинга 9:1 и Джейми Коупа 9:2. Настоящий триллер развернулся в полуфинале, где Ронни уступал Марку Селби. Но удалось свести дело к контровой партии. И в самый решающий момент О’Салливан сделал 147. Он сравнялся по их количеству с Хендри и повторил рекорд Стивена — сделал 147 в контровой партии. В финале обыграл Стивена Магуайра 10:2 и прервал длинный период в 33 месяца, когда он не мог выиграть рейтинговый турнир.
О’Салливан проиграл Магуайру на Мастерс в долгом и упорном матче первого круга 5:6.
На Welsh Open дошёл до финала, где вновь встретился с прогрессирующим Марком Селби. Ведя в счёте 8:6, О’Салливан проиграл 8:9.
Месяц спустя О’Салливан принял участие в турнире China Open. В решающей партии он в простой позиции проиграл Марко Фу, а игра его запомнилась только крупным риском и необдуманными ударами. После матча в Интернете была опубликована скандальная пресс-конференция. В паузах, когда переводчица достаточно долго думала над тем, как будут звучать вопросы китайцев на английском, О’Салливан начал дурачиться и, беседуя с кем-то в стороне, сказал несколько нецензурных фраз. Причём они не были обращены к какому-то конкретному лицу. Однако видео с записью разошлось по интернету. Комиссия Worldsnooker решила назначить слушания по этому делу.
К чемпионату мира О’Салливан подошёл очень ответственно. Несмотря на достаточно лёгкую сетку, он показал сильную игру в матчах с Марком Уильямсом и китайцем Ляном Вэньбо. Он без проблем обыграл их, сумел сделать максимальный брейк — 147 очков, таким образом сравнявшись по количеству максимальных брейков со Стивеном Хендри (по 8 шт.). В финале без труда выиграв у Али Картера 18:8, О’Салливан стал трёхкратным чемпионом мира. На этом турнире и Картер сделал максимальный брейк в 147 очков. Впервые в истории снукера в финальной части одного рейтингового турнира было сделано два максимальных брейка (ранее дважды было по одному максимуму в квалификации и финальной части турниров: Scottish Open 2000 и Гран-при 2007).
- Максимальный брейк О’Салливана на World Championship 2008 видео Архивная копия от 2 мая 2017 на Wayback Machine

#### Сезон 2008/09
Новый сезон начался турниром Трофей Северной Ирландии, где О’Салливан с трудом прошёл стадии 1/4 и 1/2 финала, но легко выиграл в финале у Дэйва Харольда, 9:3.
Далее шёл Шанхай Мастерс: сперва был повержен Стюарт Петтман 5:2; затем Джо Перри 5:3; потом пришла очередь Марка Уильямса 5:3, полуфинал с Магуайром, где в равной борьбе в решающем фрейме О’Салливан одержал победу, 6:5, но уступил в финале Рики Уолдену со счётом 8:10.
Затем был третий по важности турнир в мэйн-туре — Гран-при. О’Салливан вначале обыграл молодого китайца Ляна Вэньбо 5:2, после — Марко Фу 5:1. И в четвертьфинале О’Салливан достаточно неожиданно уступил молодому Джадду Трампу 4:5.
На новый турнир в Бахрейне О’Салливан не поехал, сославшись на травму.
В новом розыгрыше Премьер-лиги Ронни О’Салливан стал восьмикратным победителем турнира, причём в пятый раз подряд.
Очередной чемпионат Британии все ждали с нетерпением. Всё началось просто прекрасно, 6:0, против Рори Маклауда. Затем Маклауд навязал борьбу, 6:5, но О’Салливан всё-таки выиграл, 9:6. Дальше, в игре с Джо Перри, О’Салливан играл весьма неплохо и даже сделал серию в 143 очка, однако после счёта 5:3 ход матча резко изменился, О’Салливан толком так и не смог продолжать борьбу, Перри же выиграл шесть фреймов подряд.
На Мастерс-2009 О’Салливан в первом матче в решающей партии взял реванш у того же Джо Перри. Далее был повержен Картер 6:2, затем Магуайр 6:1, и, наконец, в финале в упорнейшей борьбе О’Салливан обыграл Марка Селби 10:8. Это четвёртый трофей Мастерс в карьере О’Салливана. Причём он опередил по числу сенчури-брейков за всё время участия в этом турнире Стивена Хендри.
На последующих турнирах сезона — Welsh Open и China Open, О’Салливан своей игры не показал. На чемпионате мира в 1/16 финала О’Салливан без труда прошёл Стюарта Бинэма, но в 1/8 финала со счётом 11:13 сенсационно проиграл новичку турнира — 23-летнему Марку Аллену, который показал очень хорошую игру. Сам Ронни играл тоже неплохо и даже сделал покушение на очередной максимум, но все завершилось неудачно.

#### Сезон 2009/10
Новый сезон открылся нерейтинговой Премьер-лигой. В первом своём матче О’Салливан одержал победу над Марко Фу — 4:2, сделав при этом 3 сенчури-брейка. Второй матч, с Нилом Робертсоном, закончился вничью — 3:3. Третий матч, с Шоном Мёрфи, закончился быстрой победой — 4:2 (в первых трёх фреймах О’Салливан отдал Мёрфи всего 6 очков), и очередным сенчури-брейком. Четвёртый матч, со Стивеном Хендри, завершился вничью — 3:3. Первое поражение Ронни потерпел от Джадда Трампа, 2:4. В последнем матче группового этапа О’Салливан проиграл Хиггинсу (4:5), что не помешало ему пройти в полуфинал. В финале О’Салливан уступил Шону Мёрфи, 3:7. Это его первый проигранный финал в Премьер-лиге после восьми побед.
О’Салливан одержал победу на первом рейтинговом турнире сезона, Шанхай Мастерс, переиграв в финале Ляна Вэньбо, 10:5. Он сделал на турнире ещё 3 сенчури-брейка.
На Гран-при во втором раунде в упорной борьбе уступил Джону Хиггинсу, 4:5, промазав простой итоговый фреймболл, лидируя 4:3 в матче.
На чемпионате Великобритании О’Салливан в полуфинале вновь уступил Хиггинсу. Проигрывая 2:8, О’Салливан сравнял счёт, но не забил нетрудный красный по ходу серии и уступил в контровой партии, 8:9.
В финале Мастерс, ведя по ходу встречи против Марка Селби 9:6, уступил 9:10.
В полуфинале Welsh Open вновь уступил Хиггинсу, 4:6.
На открытом чемпионате Китая О’Салливан потерпел громкое поражение: в первом же круге финальной стадии турнира проиграл Тянь Пэнфэю, занимающему 67-е место в текущем рейтинге. Несмотря на то, что О’Салливан в этом матче показал несколько великолепных ударов и комбинаций, в целом он провёл игру крайне небрежно, инициатива постоянно переходила от одного игрока к другому. И в восьмом фрейме, при счёте 63-57 в пользу Пэнфея, чтобы перевести игру в решающий фрейм, О’Салливан осталось только забить элементарный чёрный, но он его попросту «не докатил» — чёрный остался на краю лузы, и О’Салливан признал поражение.
Чемпионат мира закончился для О’Салливан в четвертьфинале, где он уступил Марку Селби, ставшему для него достаточно неудобным соперником, со счётом 11:13.

#### Сезон 2010/11
14 августа 2010 года на турнире малорейтинговой серии Players Tour Championship состоялось значительное событие: вторым, после Стивена Хендри, О’Салливан преодолел отметку в 600 сенчури брейков. На это ушло 19 сезонов, в среднем более 31 сотенного брейка за сезон. На турнире О’Салливан дошёл до финала, где уступил Барри Пинчесу со счётом 3:4.
Перестроенный коренным образом турнир Гран-при (теперь это World Open) был отмечен рекордным — десятым максимумом от Ронни О’Салливана. Однако, когда О’Салливан оставалось забить несложный последний чёрный шар, он неожиданно для всех пожал руку сопернику, показывая своим видом, что собирается уходить — таким образом О’Салливан протестовал против решения WPBSA отменить на всех турнирах обязательный денежный приз за максимальный брейк. После недолгих колебаний О’Салливан всё же вернулся к столу и сделал последний точный удар. Теперь за максимум даётся только приз за высший брейк турнира, в данном случае это £ 4 000. В целом на турнире О’Салливан показал хорошую игру, но в финале уступил Нилу Робертсону со счётом 1:5.
30 октября 2010 О’Салливан выиграл первый пригласительный шоу-турнир Power Snooker, в финале он переиграл Дин Цзюньхуэя с подавляющим перевесом — 572:258. Данный турнир был организован по правилам самого О’Салливана с так называемой силовой зоной (шары забитые из дома учитывались по двойной стоимости), партии в игре не учитывались, суммировались только очки, сама встреча длилась в течение установленного времени.
28 ноября 2010, выиграв в финале у прошлогоднего «обидчика» — Шона Мёрфи с разгромным счётом 7:1, О’Салливан вернул себе титул победителя Премьер-лиги. Это его девятая победа в этом турнире. После введения в Премьер-лиге контроля времени на удар в 2005 году преимущество Ронни О’Салливана подавляюще: он играл во всех 7 финалах и 6 из них выиграл, подтверждая своё «реактивное» прозвище.
Тем не менее после финала на World Open и почти до самого конца сезона О’Салливан не смог выиграть ни одного матча на рейтинговых турнирах. Только в Крусибле он сумел выйти в четвертьфинал: победив Доминика Дэйла и Шона Мёрфи, затем он уступил Хиггинсу со счётом 10:13. Провальная серия, длившаяся почти половину сезона, опустила Ронни в официальном рейтинге до 11-го места — худшего с 1994 года.

#### Сезон 2011/12

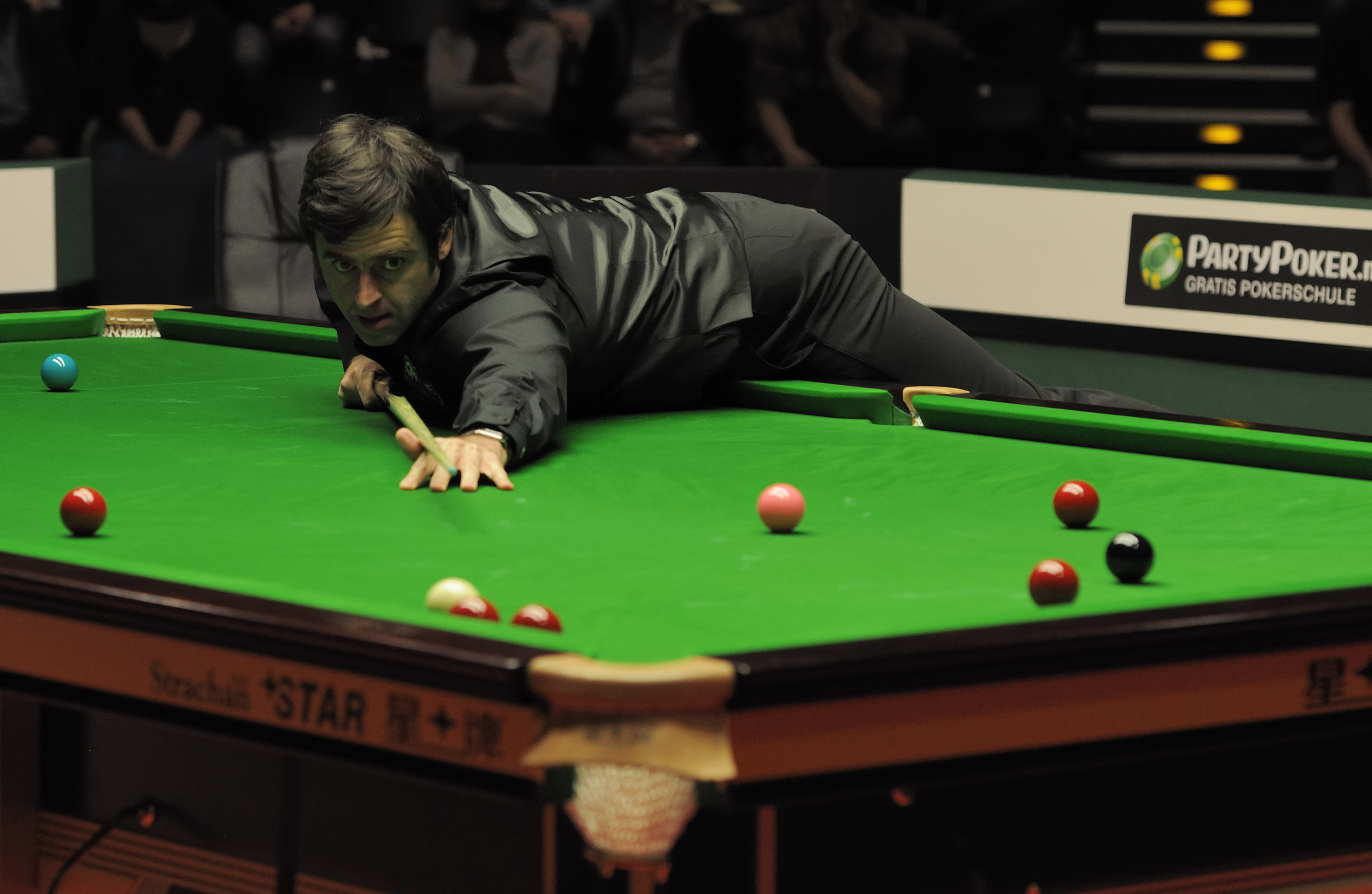
Ронни О’Салливан на German Masters 2012

Сезон 2011/2012 О’Салливан начал с победы над Джо Перри со счётом 4:0 в финале первого этапа чемпионата Players Tour Championship. На четвёртом этапе того же турнира — Paul Hunter Classic — О’Салливан сделал одиннадцатый официальный максимальный брейк в своей карьере, обновив, таким образом, мировой рекорд. В турнире он дошёл до полуфинала, где проиграл 3:4 Марку Селби.
Следующим турниром О’Салливана стал Шанхай Мастерс, в котором он закончил выступление во втором круге, уступив 3:5 Энтони Хэмилтону. В октябре О’Салливан выиграл Kay Suzanne Memorial Trophy, победив в финале Мэттью Стивенса со счётом 4:2, а в ноябре играл в финале Antwerp Open, где уступил Джадду Трампу со счётом 3:4. После всех 12 этапов О’Салливан занял вторую строчку в общем зачёте турнира.
О’Салливан выиграл десятый в карьере турнир Премьер-лиги. После выхода на первую строку по результатам игр лиги О’Салливан победил в заключительной серии Марка Уильямса и вышел в финал, где взял верх над Дином Цзюньхуэем со счётом 7:1.
Следующим турниром, в котором принял участие О’Салливан, стал чемпионат Великобритании, где он уступил 5:6 во втором круге Джадду Трампу. В турнире Мастерс он снова проиграл Трампу со счётом 2:6 в четвертьфинале.
В феврале 2012 года О’Салливану удалось выиграть свой первый рейтинговый турнир c 2009 года (German Masters 2012), когда он был победителем турнира Шанхай Мастерс. German Masters О’Салливан начал встречей с Эндрю Хиггинсоном, в которой, уступая 0:4, выиграл пять фреймов подряд, победил и вышел в следующий круг. В дальнейшем, победив Джо Перри, Мэтью Стивенса, Стивена Ли и Стивена Магуайра — Ронни О’Салливан выиграл турнир. Уже выступая в Германии, О’Салливан был болен железистой лихорадкой, что помешало ему проявить себя на турнире Welsh Open полностью, хотя он всё же смог выиграть у Марко Фу, Марка Уильямса и даже взял уверенный реванш у Джадда Трампа, но в полуфинале играл совсем слабо и проиграл находившемуся не в лучшей форме Марку Селби. После долгих сомнений отказался от участия в турнире World Open и финале серии PTC, хотя в рейтинге PTC шёл на втором месте. Вернулся на турнире China Open, где проиграл в четвертьфинале. Тем не менее полностью вылечился от болезни и подошёл в отличной форме к чемпионату мира.
Чемпионат мира Ронни начал с разгромной победы над Питером Эбдоном со счётом 10:4. По ходу турнира О’Салливан переиграл трёх снукеристов, ранее владевших чемпионским титулом (Питер Эбдон, Марк Уильямс, Нил Робертсон), и двух экс-финалистов (Мэттью Стивенса и Али Картера (в финале)). Это первый подобный случай в истории чемпионатов мира в Крусибле. Эти победы вывели О’Салливан в финал ЧМ, перед которым он заявил:

«Я принял решение. Этот чемпионат мира может быть моим последним в карьере. Я провёл отличное время в снукере, рано или поздно оно должно завершиться. Мне не хочется затягивать. Сейчас самый хороший момент для этого. Взвесил все плюсы и минусы и доволен своим решением. Нет ничего лучше, чем сделать это после финала в Шеффилде. Если я выиграю турнир, то титул будет бонусом. Если же не получится, то по крайней мере могу сказать, что закончил на высокой ноте»
В финале, который стал «римейком» финала турнира 2008 года, О’Салливан снова обыграл Алистера Картера, и снова с большим перевесом — на этот раз 18:11. По итогам сезона О’Салливан вернулся в первую десятку мирового рейтинга, заняв 9 место.
О’Салливан стал четырёхкратным победителем трёх самых престижных турниров снукера: чемпионата мира, чемпионата Великобритании и Мастерс.

#### Сезон 2012/13
О’Салливан пропустил практически весь сезон 2012/2013, сыграв в нём лишь один матч в одном из отборочных этапов серии PTC, где уступил Саймону Бедфорду — 3:4. В начале ноября стало известно о том, что Ронни пропустит оставшуюся часть сезона по личным причинам. Однако в феврале О’Салливан на специально созванной пресс-конференции заявил, что будет защищать титул чемпиона мира:

«Мне стало немного скучно. Нужно было отдохнуть, но в конце концов я подумал, что настало время вернуться к тому, чем я долго занимался в своей жизни. Три месяца назад я сидел и думал, что лучше вернуться в строй и проигрывать 10-0 в Шеффилде, чем жить по принципу: ланч, ужин, развлечения. Мне было необходимо вернуться, вне зависимости от того, буду я побеждать или проигрывать. Это лишний раз доказывает, насколько большую роль в моей жизни играет снукер. Я определённо чувствую себя посвежевшим, хотя запал никогда и не уходил. Я не считаю, что снукер тяжёл в физическом или психологическом плане. Это работа, к которой привыкаешь. Мне просто потребовался перерыв для того, чтобы заняться чем-то другим. Я знал, что не смогу долго пробыть без снукера. На периферии моего сознания всегда оставалось понимание, что я должен вернуться и вернуться со свежей головой». 

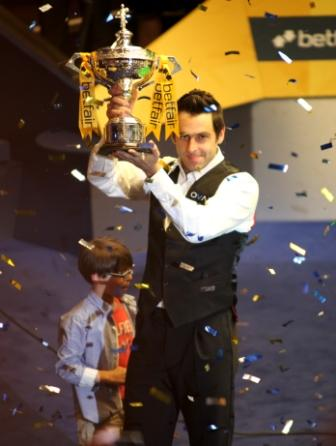
О’Салливан после пятой победы на чемпионате мира

Выступление на чемпионате мира О’Салливан начал с победы над Маркусом Кэмпбеллом со счётом 10:4. Пропустив целый сезон, Ронни показывал игру уровня лишь немного выше среднего. В 1/8 финала он вышел на прошлогоднего финалиста чемпионата мира — Алистера Картера и в очередной раз одержал над ним победу. За всю историю встреч О’Салливана и Картера (а их было 14), последний не выиграл ни разу (за исключением встречи в Лиге Чемпионов, которые, как правило, не учитываются в официальной статистике личных встреч из-за формата турнира). В то же время в четвертьфинале игра Ронни многократно усилилась, он показывал почти совершенный снукер, не оставив никаких шансов Стюарту Бинэму, утвердив итоговый счёт 13:4. Причём по ходу матча Ронни мог выиграть даже 13:1.
В интервью после выхода в полуфинал, победив Стюарта Бинэма, Ронни сказал:

«У меня осталось пять дней, возможно, три. Больше играть не придется, и это мой свет в конце тоннеля. Я не собираюсь возвращаться. Если смогу найти себе другое занятие, вы определённо меня больше не увидите. Я до поры держал всё в секрете, но теперь в этом нет смысла. Мое выступление на ЧМ-2013 — прощание, лебединая песня. Я заканчиваю и очень этому рад. Контракт со спонсором будет исполнен — 10 соревнований, и всё. Я просто не могу заставлять себя продолжать играть, не испытывая от этого никакой радости».
В полуфинале О’Салливана ждал его главный визави последних лет Джадд Трамп. Игра О’Салливана была куда слабее его игры в четвертьфинале, но ещё слабее выглядел Трамп. И если в начале матча О’Салливан захватил инициативу и повёл в счёте, то после первой сессии матч стал просто изобиловать невынужденными ошибками и банальными промахами, причём Трамп был куда более агрессивен и менее точен. В итоге 17:11 и О’Салливан вышел в финал турнира, впервые в карьере в звании действующего чемпиона.
В финальном матче О’Салливан нанёс поражение своему соотечественнику, Барри Хокинсу — 18:12. При этом из 18 победных фреймов — шесть О’Салливан завершил, оформив сенчури, что также является рекордом чемпионатов мира.. После этой победы О’Салливан стал первым игроком, которому удалось защитить титул чемпиона мира со времён Стивена Хендри, с 1996 года.
В ходе чемпионата О’Салливан также установил рекорд по общему количеству сенчури-брейков в рамках чемпионатов мира. По этому показателю он обошёл легенду снукера — Стивена Хендри, у которого их было 127.
Блестящее выступление на чемпионате мира не спасло формальный рейтинг спортсмена. Из-за того, что он сыграл всего на двух турнирах сезона, О’Салливан впервые за 2 десятилетия выпал из топ-16, но как чемпион мира получил посев под вторым номером на все турниры (на турниры, которые проводились впервые — был посеян под первым номером).

#### Сезон 2013/14

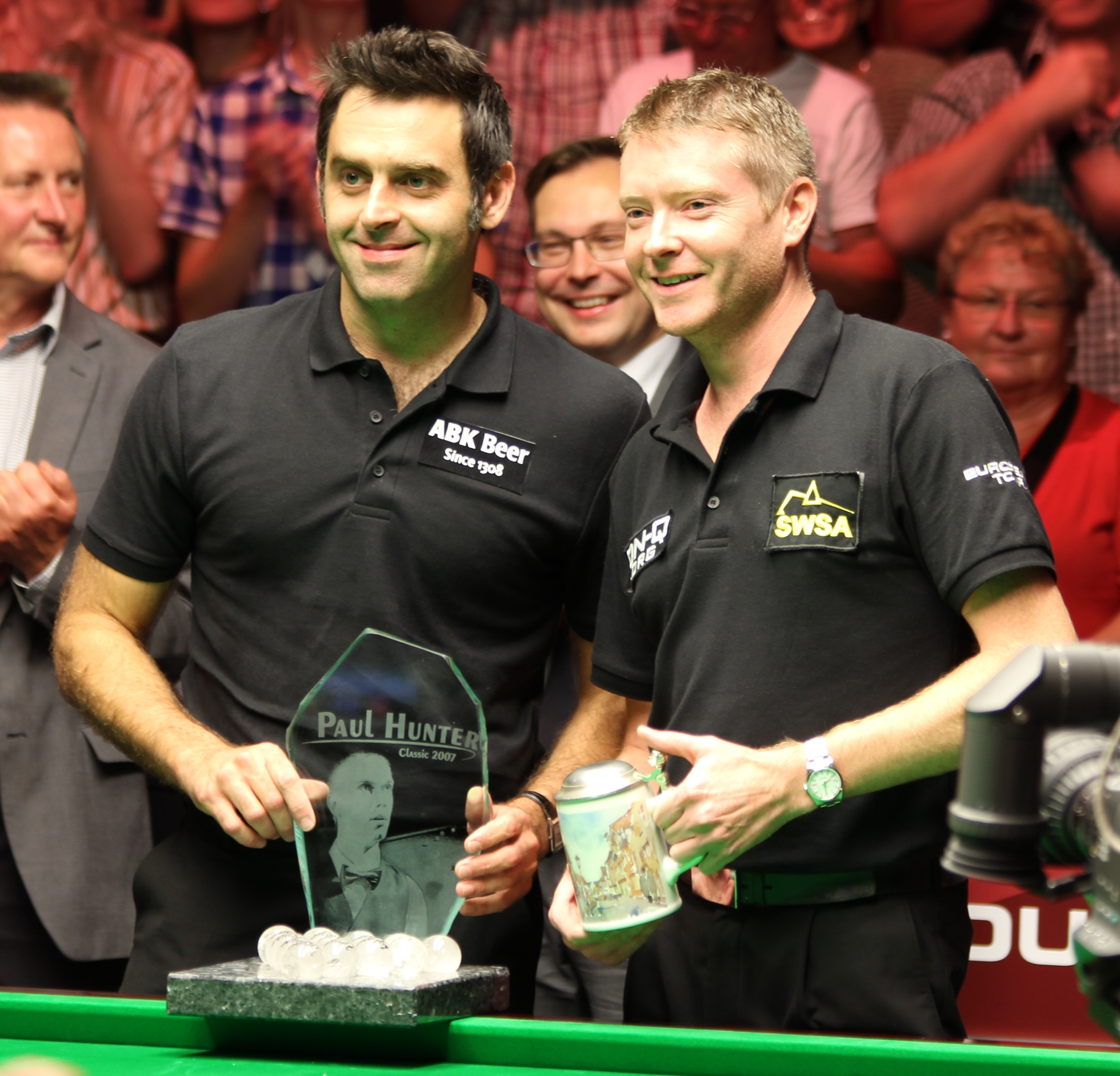
Ронни О’Салливан в финале Paul Hunter Classic с Джерардом Грином

Несмотря на озвученные ранее планы об уходе из игры, О’Салливан все же решил выступать, но изначально решил принимать участие лишь в небольшом количестве турниров в сезоне. На первом турнире PTC в Болгарии Ронни, обыграв Марка Дэвиса и Марка Уильямса, дошёл сразу до полуфинала, где снова проиграл Джону Хиггинсу 2:4. Пропустив второй турнир PTC, на третьем Ронни дошёл лишь до last 32,[уточнить] где второй раз в карьере проиграл середняку Питеру Лайнсу. Лайнс является одним из немногих игроков, который имеет положительный счёт во встречах с О’Салливаном. На четвёртом турнире дела пошли куда лучше. И хотя начало сетки было для О’Салливана очень простым (победы над малоизвестными Ахмедом Саифом, Крисом Уэйкелином и Алексом Дэйвисом), далее он обыграл восходящую звезду Энтони МакГилла в контровой партии, разгромил снова Стюарта Бинэма 4:0 и Марка Селби 4:2. В финале практически без борьбы победил Джерарда Грина 4:0, оформив ещё одну победу на низкорейтинговом турнире.
Пропустив затем целый ряд турниров (включая рейтинговый и престижный Шанхай Мастерс), О’Салливан уже во 2-м круге 5-го турнира РТС проиграл Бену Уоллестону 3:4. Далее О’Салливан вышел к столу лишь в конце октября, на International Championship, где вынужден был довольствоваться лишь ещё одной победой над МакГиллом и победой над своим же учеником Джоэлом Уокером в квалификации. В 3-м круге турнира О’Салливан сенсационно уступил Ляну Вэньбо, которого всегда до этого в карьере уверенно побеждал. На шестом турнире РТС Ронни проиграл в 3-м круге Нилу Робертсону 2:4, проиграв ему лишь в 5 раз в карьере, на 7-м дошёл до финала, где всё же уступил Марку Селби 3:4. По пути ему удалось обыграть Майкла Уайта, Стюарта Бинэма, Джо Перри и своего недавнего обидчика Бена Уоллестона.
К новому турниру под названием Чемпион чемпионов (который заменил Премьер-лигу), О’Салливан подошёл со всей ответственностью и показал очень хорошую игру. Всухую победив Марка Дэвиса 4:0, он выиграл два зрелищных и очень сложных матча: у Дина Цзюньхуэя 6:5 и Нила Робертсона 6:5. В финале его ждал Стюарт Бинэм, сумевший в этот раз оказать достойное сопротивление сопернику, однако недостаточное для победы. 10:8 и О’Салливан стал первым Чемпионом чемпионов в истории современного снукера.
Чемпионат Великобритании складывался для О’Салливан весьма удачно. Рис Кларк, Адам Даффи, Маркус Кемпбелл и Роберт Милкинс были просто разгромлены на его пути. Однако ждавший его в четвертьфинале Стюарт Бинэм был полон решимости взять реванш. Несмотря на очень неплохой снукер в исполнении О’Салливана, Бинэм был сильнее и довёл матч до победы 6:4. Эта победа Бинэма над О’Салливана стала для него второй в карьере и обе победы были добыты на чемпионате Великобритании и что самое примечательное — 5 декабря, то есть в день рождения самого О’Салливана.
На Мастерс 2014 Ронни О’Салливан в четвертьфинальной встрече с Рикки Уолденом установил новый рекорд по количеству безответно набранных очков — 556 (сам матч длился 57 минут и 48 секунд). Предыдущее достижение Дина Цзюньхуэя было превышено сразу на 71 очко.
Позже, в ночь с 19 на 20 января, О’Салливан выиграл и сам турнир (обыграв ранее Роберта Милкинса 6:0 и Стивена Магуайра 6:2), разгромив в финале своего самого неудобного соперника — Марка Селби. Победа стала 41-м выигранным матчем О’Салливана на Мастерс. Больше выиграл лишь Стивен Хендри, который провёл больше турниров и выиграл 6 из них. Кроме того, Ронни был очень близок к абсолютному рекорду Стива Дэвиса, который одержал победу на турнире, проиграв лишь 5 партий. Однако в итоге Ронни уступил 7 партий и стал вторым в этом списке. Всего О’Салливан в десятый раз выступал в финале Masters, одержал пятую победу и заработал сразу 200 тысяч фунтов призовыми (один из самых крупных выигрышей в рамках турниров, не являющихся чемпионатами мира; столько же составлял выигрыш на 1991 World Masters — Men’s Singles и чуть больше он был на Мастерс 2003 — 210 тысяч фунтов).
2 марта 2014 года Ронни О’Салливан выиграл также турнир Welsh Open, обыграв на своём пути Митчелла Трэвиса, Барри Пинчеса, Сяо Годуна, Рикки Уолдена, Джона Хиггинса, Барри Хокинса и в финале разгромив Дина Цзюньхуэя 9:3. В последней партии финала О’Салливан также сделал 12-й максимум в карьере, впервые выиграв максимумом не только матч, но и титул, забив финальный чёрный и выполнив ещё несколько сложных ударов левой рукой. Всего О’Салливан выиграл третий титул в Уэльсе и стал лидером по числу максимумов в истории снукера, обойдя в четвёртый раз по этому показателю Стивена Хендри (поскольку Хендри окончательно завершил карьеру, то уже навсегда)
В мае 2014 года О’Салливан снова играл в финале чемпионата мира, но на этот раз защитить свой титул не сумел и в финале уступил Марку Селби 14:18, лидируя в начале матча 10:5. Однако О’Салливан стал всего лишь третьим игроком в истории снукера, которому удалось сыграть три финала чемпионата мира подряд.

#### Сезон 2014/15
В начале ноября 2014 года О’Салливан защитил титул Чемпиона чемпионов, разгромив на своём пути Стюарта Бинэма 4:2, Марко Фу 6:0 и Дина Цзюньху 6:4. В финале играть пришлось в очередной раз с восходящей звездой Джаддом Трампом, однако на этот раз О’Салливан с самого начала был ощутимо сильнее и мог выиграть даже 10:3, но в итоге добыл победу при более напряжённом счёте 10:7, сделав 4 сенчури-брейка.
В декабре 2014 года Ронни О’Салливан выиграл также чемпионат Великобритании, пройдя Дэниэла Уэлша, Питера Лайнса (которого обыграл лишь первый раз в карьере), Мэттью Селта, Энтони МакГилла и Стюарта Бинэма в напряжённейшем полуфинале 6:5. В матче с Селтом Ронни сделал ещё один максимальный брейк в финальном фрейме В финале О’Салливан опять выпал матч с Джаддом Трампом, который снова шёл под эгидой Салливана, однако в итоге при счёте 9:4 Трамп всё же заиграл и достаточно быстро отыграл отставание в 5 партий, но в контре сильнее был всё же Ронни 10:9. За победу на турнире Ронни получил 194 тысячи фунтов (победа, максимальный брейк, наивысший брейк) и преодолел отметку в 8 млн призовых вторым после Стивена Хендри. Кроме того, в финале О’Салливан сделал также 770-й сенчури в карьере, вплотную подойдя к рекорду Хендри по общему числу сенчури-брейков.

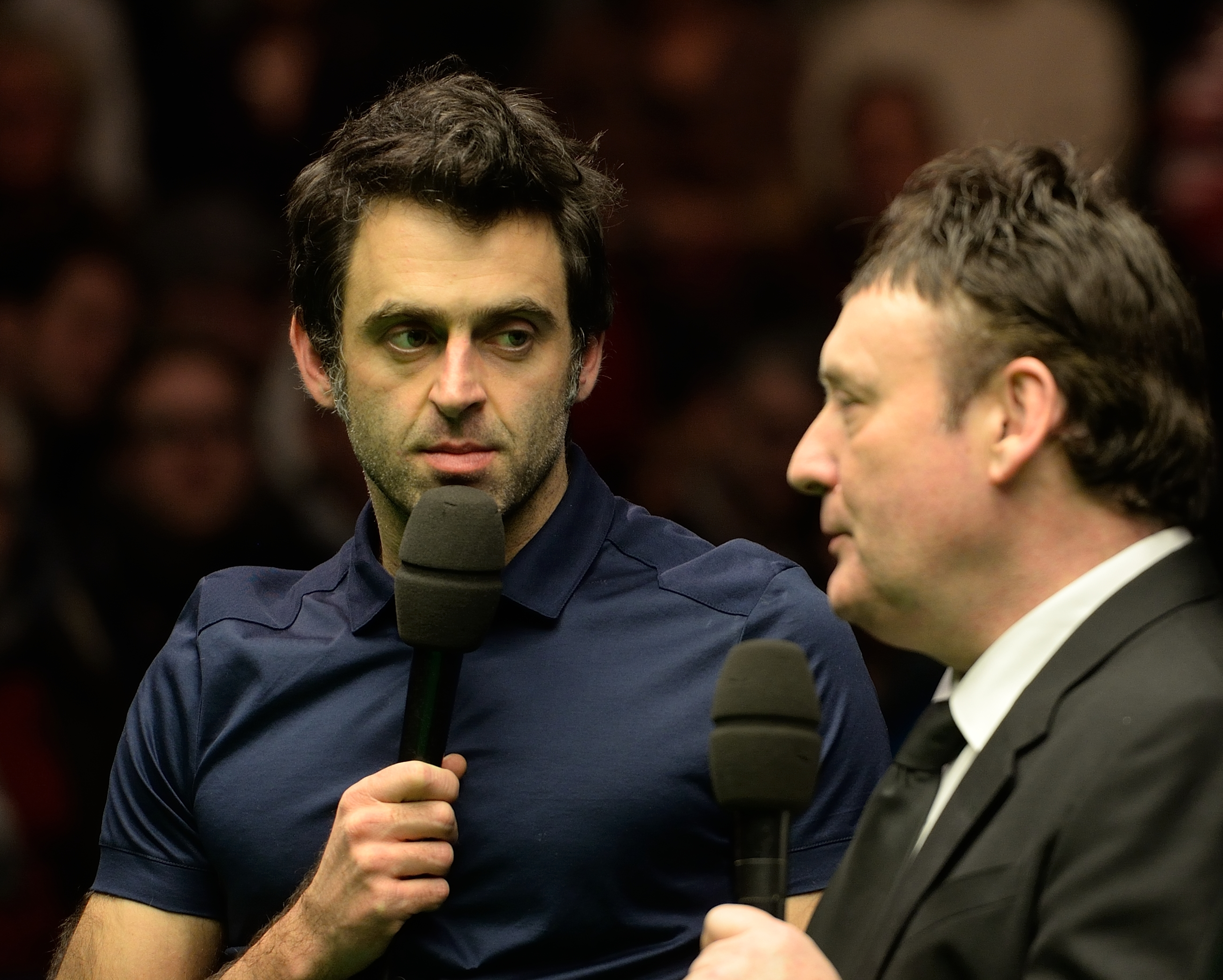
Ронни О’Салливан и Джимми Уайт на German Masters 2015

15 января 2015 года на Мастерс О’Салливан в матче с Марко Фу побил рекорд Стивена Хендри по общему числу сотенных брейков, сделав сенчури в первом же фрейме (776-й в карьере).

#### Сезон 2015/16
В первом турнире 2016 года — Championship League, во встрече с Рики Уолденом, выигранной со счётом 3:0, первый фрейм окончился с редким счётом 18:0 в пользу О’Салливана, который не забил ни одного шара, выиграв фрейм за счёт трёх подряд промахов Уолдена по открытому красному (попадая при этом в розовый) — три промаха по открытому красному приравнивается к проигрышу во фрейме. В группе О’Салливан выиграл все матчи и попал в финал турнира.
В финале турнира Мастерс, завершившемся 17 января 2016 года, О’Салливан обыграл Барри Хокинса со счётом 10:1, ставшим самым разгромным за всю историю турнира в матчах до 10 побед. О’Салливан стал шестикратным победителем этого турнира, сравнявшись по числу побед со Стивеном Хендри. Он теперь также является рекордсменом Мастерс по количеству финалов (11), количеству сыгранных матчей (63), выигранных матчей (47), выигранных фреймов (376) и сенчури-брейков, сделанных в рамках Мастерс (62).
В феврале 2016 года О’Салливан выиграл Welsh Open, обыграв в финале Робертсона 9:5. При этом по ходу матча О’Салливан проигрывал 2:5. По числу рейтинговых титулов он догнал Стива Дэвиса и Джона Хиггинса.
С начала этого же года у О’Салливан длилась серия — 24 выигранных матча подряд.
Однако на Гран-При победная серия неожиданно оборвалась. В высоком по качеству матче он неожиданно уступил в первом же круге Майклу Холту 3:4, а на другие турниры не попал из-за низкого рейтинга текущего сезона. На чемпионате мира, выиграв при неплохой игре у Дэйвида Гильберта 10:7, он во втором круге начал неожиданно проигрывать Барри Хокинсу 3:6, 4:7, 5:8, 9:7 и 12:9. О’Салливан довёл дело до решающей партии, однако в ней Барри продемонстрировал прекрасный брейк и выиграл у О’Салливана впервые за 14 лет (с 2002 года).

#### Сезон 2016/17

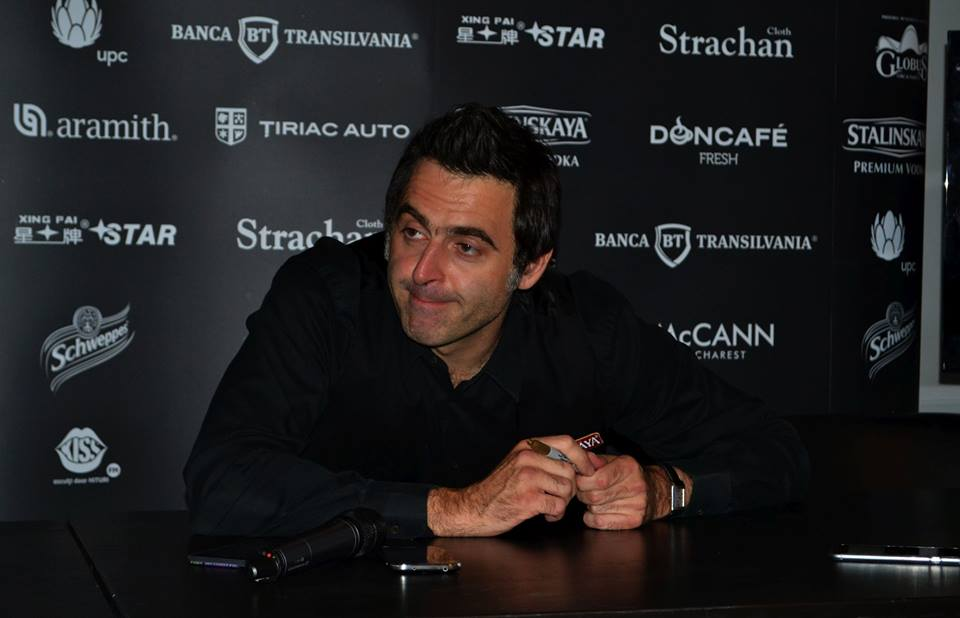
На European Masters в Румынии

На ряд летних турниров О’Салливан даже не стал заявляться, вышел к столу только в сентябре в Шанхае. В первом круге ему удалось обыграть Ляна Вэньбо 5:4, проигрывая по ходу встречи 1:4, однако уже в следующем круге он уступил Майклу Холту, на этот раз 2:5. На новом турнире European Masters в Румынии он дошёл до финала, обыграв по ходу турнира Дэйвида Гилберта, неудобного соперника Марка Аллена, Марка Дэвиса и в полуфинале разгромил Нила Робертсона с небывалым счётом 6:0. Однако в финале он с переменным успехом играл против Джадда Трампа и, лидируя по ходу встречи 8:6, всё же уступил 8:9.
На новом турнире English Open, который также был включён в Home Series, он неожиданно проиграл в контре Крису Уэйкелину 3:4 уже на стадии 1/16 финала. На китайском международном чемпионате в 1/8 финала снова уступил Майклу Холту в более напряжённом матче 4:6. Неделю спустя на другом турнире Home Series в Северной Ирландии он также уступил в 1/8 финала Кайрену Уилсону в сумасшедшем матче, где О’Салливан проиграв 3:4 сумел сделать три сотенные серии, проигрывая до этого 0:3.
На пригласительном турнире Чемпион чемпионов, где О’Салливан до этого не проигрывал ни одного матча, ему снова удалось дойти до финала, сломив сопротивление Робина Халла, Мартина Гулда и Марка Аллена (каждому из них он отдал лишь по 2 фрейма), однако в финале сильнее оказался Джон Хиггинс 10:7.
Всего спустя пару недель О’Салливан, не показывая выдающейся игры, без малейших проблем дошёл до полуфинала чемпионата Великобритании, победив тайца Буньярита Каеттикуна, шотландца Риса Кларка и выступающего за Кипр Майкла Джорджиу, проиграв в трёх встречах лишь один фрейм. Марку Уильямсу и Мэттью Стивенсу он проиграл по два фрейма, а затем в полуфинале встретился с Марко Фу, в матче с которым лидировал 4:2, показывая очень плохую игру. Фу отыграл преимущество, доведя матч до счёта 5:4, но не забил несложный зелёный на финальной серии, встреча буквально случайно перешла к контре,[уточнить] в которой О’Салливан сделал сенчури-брейк и вышел в финал. Перед финалом он отметил, что впервые не является фаворитом финала. Марк Селби в течение всей первой сессии доминировал и довёл счёт до очень тяжёлых для О’Салливана 6:2. Во второй сессии Ронни начал показывать буквально близкий к совершенству снукер, доведя результативность по забитым шарам в одной сессии до 97 %, однако игра Селби не упала, в итоге отыграв целый ряд фреймов и доведя ситуацию до счёта 7:8, Ронни проиграл 7:10, тепло поздравив победителя. Несколькими днями позже он без проблем прошёл квалификацию на турнир в Германии, выиграв в контре у представителя британского острова Мэн Дэрила Хилла и 5:3 у Гэри Уилсона. Данные результаты позволили О’Салливану в системе постоянного пересчёта рейтинга не потерять место в топ-16, несмотря на упущенную возможность сравняться со Стивом Дэвисом по числу выигранных чемпионатов Великобритании (а также превзойти по этому показателю Стивена Хендри). В рамках проигранного финала в Йорке он также сумел сделать свой 850-й сотенный брейк.
Несмотря на невзрачную игру в первом и втором матче Мастерс он сумел все же обыграть Ляна Вэньбо 6:5 и Нила Робертсона 6:3, а в полуфинале в красивом и зрелищном матче победил Марко Фу 6:4. В финале в этот раз в соперники ему достался малоопытный (с точки зрения финалов) Джо Перри, которого Ронни и победил 10:7, проигрывая по ходу матча 1:4. С этой победой О’Салливан стал первым игроком, которому удалось стать семикратным чемпионом турнира Мастерс, и обошёл Стивена Хендри по общему числу призовых за карьеру (8,86 против 8,75 млн фунтов), получил первый кубок Мастерс с трофеем имени Пола Хантера и стал самым возрастным чемпионом Мастерс за всю его историю.

#### Сезон 2017/18
Сезон 2017—2018 О’Салливан начал непривычно рано для себя — уже в июле принял участие в пригласительном турнире HongKong Masters, где дошёл до финала, обыграв по пути Джона Хиггинса 5:4 и Джадда Трампа 6:5 (в контровой партии Ронни нашёл снукер и выиграл матч), однако, уступил в финале Нилу Робертсону со счётом 3:6.
Чуть позже О’Салливан принял участие в CVB Snooker Challenge, командном турнире, где обыграл Дина Цзюньху (6-1) и Цзю Юлуна (3-0), а позже в паре с Марком Уильямсом выиграл у Дина и Ляна Вэньбо, со счётом 4-3, обеспечив победу команды Британии в первенстве. Кроме того на этом турнире ему удалось редкое достижение — сенчури-брейк в паре с Уильямсом с переменными ударами, 131 очко.
В августе О’Салливан играл на рейтинговом турнире China Championship, где уступил в 1/4 финала будущему чемпиону Люке Бреселю 4:5, лидируя 4:1 по ходу встречи.
Затем О’Салливан пропустил ряд турниров и вышел к столу лишь в конце октября, на одном из турниров домашней серии — English Open. Обыграв Анду Чжана, Марка Дэвиса, Чжана Юна, Джона Хиггинса, Джека Лисовски и Энтони МакГилла, О’Салливан вышел в финал, где разгромил Кайрена Уилсона со счётом 9:2, сделав 4 сенчури и достигнув 98 % результативности по итогам финала. Ронни забрал трофей имени Стива Дэвиса и главный приз 70000£, оформив 29-ю победу на рейтинговом турнире. По ходу соревнований пятикратный чемпион мира оформил 12 сенчури-брейков, что является рекордом для турнира такого формата.
На рейтинговом турнире International Championship уступил в 1/32 финала юному китайскому дарованию Яню Бинтао 1:6.
На нерейтинговом Champion of champions О’Салливан без проблем дошёл до финала, победив Нила Робертсона 4:1, разгромив извечного визави Хиггинса 6:0 и Энтони Хэмилтона 6:2. Однако в финале уступил Шону Мёрфи 8-10. По ходу этого турнира Ракета оформил свой 900-й сенчури в карьере.
На следующий же день О’Салливан полетел в Шанхай на рейтинговый турнир Shanghai Masters. Не самая простая сетка досталась О’Салливан на пути к финалу — были повержены Гэри Уилсон, Джо Перри, Барри Хоукинс, Марк Уильямс, Джон Хиггинс. В финальном поединке с Трампом О’Салливан доминировал и выиграл разгромно — 10:3. Это уже 30-й рейтинговый титул О’Салливана.
Второй турнир домашней серии в Северной Ирландии О’Салливан провёл неудачно — только 1/16 финала.
К чемпионату Великобритании О’Салливан подошёл очень ответственно и показал весьма приличный снукер, вновь встретившись в финале с Шоном Мёрфи. До 11 фрейма игроки шли на равных, но после счёта 5:5 в быстром темпе выиграл 5 фреймов кряду, доведя счёт до итоговых 10:5. Благодаря этой победе, Ронни сравнялся по титулам чемпиона Британии со Стивом Дэвисом — по 6 трофеев, разделив с ним рекорд, а также завоевал свой 31-й титул и чек на 170000£.
Сделав на UK 10 сотен,[уточнить] О’Салливан также опередил Стивена Хендри по общему количеству сенчури в рамках этого турнира.
Третий турнир домашней серии в Шотландии закончился в 1/4, где О’Салливан уступил Хиггинсу 0:5.
На домашнем для себя турнире Masters О’Салливану защитить титул не удалось — проигрыш будущему победителю Марку Аллену 1:6. Во время турнира О’Салливан жаловался на плохое самочувствие.
Пропустил турнир German Masters по медицинским причинам.
На рейтинговом World Grand Prix, где собрались 32 лучших по итогам сезона, О’Салливан вновь праздновал победу. В финале был разгромлен Дин Джуньху 10:3. Чек на 100000£ и 32-й титул записал на свой счёт, сделав по ходу турнира 10 сенчури.
Заключительный турнир домашней серии Welsh Open О’Салливан закончил, как и в Шотландии, в 1/4, причём проиграл снова Хиггинсу 1:5, который в итоге стал победителем всего турнира.
Рейтинговый Players Championship, собравший топ-16 в сезоне, О’Салливан выиграл, обыграв Грэма Дотта, Дина Джуньху и Джадда Трампа в напряжённейшем полуфинале 6:5. И в третий раз он встретился в финале с Шоном Мёрфи, которого без проблем обыграл 10:4.
Таким образом, в 42 года О’Салливан повторил один из важнейших снукерных рекордов — выиграл 5 рейтинговых турниров за сезон (а также выиграв ещё один командный титул и сыграв два нерейтинговых финала). Ранее такое удавалось лишь Стивену Хендри, Дину Джуньху и Марку Селби. О’Салливан также оформил рекордное для себя в сезоне количество сенчури и заработал рекордное количество призовых, по общему числу которых приблизился к отметке в 10 млн фунтов.
На рейтинговом турнире China Open О’Салливан сделал 14-й максимальный брейк в своей карьере, получив за это приз в размере 42000£, проиграв при этом матч с Эллиоттом Слессором. На чемпионате мира О’Салливан сумел выиграть достаточно трудный стартовый матч против Стивена Магуайра, однако во втором круге неожиданно уступил Али Картеру, которого ранее всегда побеждал.

#### Сезон 2018/19
Как и несколько лет до этого, в ряде турниров начала сезона не принял участие, снявшись даже с квалификации к European Masters (куда изначально был заявлен). К столу вышел впервые на турнире Шанхай Мастерс, где успешно защитил свой титул, обыграв последовательно Нила Робертсона, Стюарта Бинэма, Кайрена Уилсона и Барри Хокинса. После победы на этом турнире первым в истории снукера достиг показателя призовых в 10 млн фунтов.
На English Open сделал свой 15 максимальный брейк и дошёл до полуфинала.
Пригласительный турнир Чемпион Чемпионов завершился для О’Салливана победой — обыграв Стюарта Бинхэма 4:2, Джона Хиггинса 6:3 (в этом матче О’Салливан сделал 4 сенчури-брейка) и взяв реванш за прошлогоднее поражение в финале у Шона Мёрфи (6:3), О’Салливан вышел в финал, где лишь в контровой партии обыграл Кайрена Уилсона — 10:9. Ракета на турнире оформил 11 сотен (доведя общее количество до 968) и стал трёхкратным Чемпионом чемпионов. О’Салливан выходил в финал всякий раз, когда принимал участие в этом соревновании (3 победы, 2 поражения).
В свой 43-й день рождения на Чемпионате Великобритании обыграл Джека Лисовски со счётом 6:1, став победителем этого турнира 9 декабря 2018 года. После этой победы Ронни О’Салливан стал первым и единственным 7-кратным чемпионом Великобритании, а также лидером по количеству титулов так называемой «Тройной короны» (чемпионат мира, чемпионат Великобритании и Masters) — их стало у него 19.
10 марта 2019 года выиграл свой 35 рейтинговый (и 72 с учётом прочих) турнир Players Championship, сделав в последнем фрейме финала свою тысячную сотенную серию.
24 марта 2019 года Ронни О’Салливан выиграл свой 36 рейтинговый турнир Tour Championship, повторив рекорд легендарного Стивена Хендри по количеству выигранных рейтинговых турниров и вернув себе первое место в рейтинге. Кроме того О’Салливан стал первым игроком в истории снукера, который сумел стать первым номером рейтинга, приняв участие менее чем в половине турниров сезона и первым игроком со времён Рэя Риардона, кто сумел занять первую строчку рейтинга в возрасте 43 лет (Риардон стал первым номером в 43 года, когда рейтинговая система только была введена).
В то же время завершился сезон для О’Салливана неудачно. В первом же круге чемпионата мира он впервые за 15 лет проиграл, но проиграл ещё и дебютанту Крусибла, Джеймсу Кэхиллу, который на тот момент даже не имел профессиональной лицензии. Показывая плохую игру, О’Салливан с большим трудом уступая 5-8 сравнял счёт и даже сделал одну сотенную серию, однако при счёте 8-8 в нужный момент не забил нетрудный розовый, а в следующей партии допустил случайный фол при подбое красных шаров в рамках серии, забив лишний шар. Проиграв в первом круге, О’Салливан упустил возможность поставить рекорд по числу призовых за один сезон и шанс стать первым игроком, заработавшим 1 млн фунтов в рамках одного сезона (этот рекорд в итоге установил Джадд Трамп, выиграв турнир). В то же время ни Нил Робертсон, ни Марк Селби ни другие претенденты (Марк Уильямс и Кайрен Уилсон) не смогли дойти до нужных стадий турнира и первое место рейтинга осталось за О’Салливаном уже в рамках официального, а не текущего рейтинга (Трамп, даже став чемпионом мира, не имел возможности обойти О’Салливана по итогам сезона).

#### Сезон 2019/20
15 сентября 2019 года Ронни О’Салливан выиграл турнир Шанхай Мастерс (в третий раз подряд), ставший 74 выигранным турниром в его карьере.
На турнире Championship League, первом после эпидемии COVID-19, О’Салливан предстал в новом для себя имидже, отрастив усы в поддержку окончившего карьеру снукериста Вилли Торна, больного лейкемией, который умер через 10 дней после окончания турнира..
На чемпионате мира О’Салливан последовательно выиграл у Тепчайя Ун-Нух (10:1), Дина Цзюньхуэй (13:10) и Марка Уильямса (13:10), а в полуфинале его ждал Марк Селби. Журналисты назвали предстоящую игру О’Салливан — Селби «скрытым финалом», поскольку победитель этого матча «почти наверняка» выиграет финал у победителя второй пары полуфиналистов — Кайрена Уилсона и Энтони Макгилла, что, собственно, и произошло. Полуфинал О’Салливан — Селби по своему драматизму стал событием турнира и сезона в целом, а после турнира О’Салливан получил за этот матч награду World Snooker Awards в номинации «Выступление года». Выигрывая 16:14 в матче до 17 побед, Селби был в одном шаге от победы, но О’Салливан показал превосходную игру и выиграл три фрейма подряд во многом благодаря тому, что в каждом из них он выполнил совсем не свойственные ему дальние удары высочайшей сложности. Как и было предсказано, пройдя Селби, О’Салливан легко выиграл финал у Кайрена Уилсона (18:8). Взяв свой шестой чемпионский титул, Ронни установил единоличный рекорд по числу выигранных рейтинговых турниров (37) за всю историю снукера. На том же турнире он установил ряд других рекордов.

#### Сезон 2020/21
В этом сезоне О’Салливан установил ещё один своеобразный «рекорд»: он был финалистом пяти подряд рейтинговых турниров (Northern Ireland Open, Scottish Open, Welsh Open, Players Championship и Tour Championship), но не выиграл ни в одном один из них.

#### Сезон 2021/22
Новый сезон О’Салливан начал невзрачно: пропустив вернувшийся после многолетнего перерыва турнир «British Open», заявился на открытый чемпионат Северной Ирландии, где в четвёртом круге уступил Яню Биньтао, не добравшись до стадии четвертьфиналов. На квалификации турнира German Masters неожиданно «всухую» проиграл иранскому снукеристу Хоссейну Вафаей Айюри со счётом 0:5. В полуфинале следующего рейтингового турнира, English Open, Ронни уступил Джону Хиггинсу 5:6, ведя 5:3. На пригласительном Champion of Champions вновь проиграл Джону Хиггинсу, на этот раз с более крупным счётом 1:6. В четвертьфинале чемпионата Великобритании — одного из турниров так называемой «Тройной короны» — в решающем фрейме О’Салливан уступил Кайрену Уилсону, своему сопернику по победному финалу чемпионата мира 2020 года. На предпоследнем рейтинговом турнире 2021 года, Scottish Open, О’Салливан добрался до полуфинала, пройдя ряд непростых матчей, выигранных в решающих фреймах. Но сетка турнира в третий раз за сезон свела Ронни с Джоном Хиггинсом, и второй раз подряд итоговый счёт матча оказался 1:6 в пользу последнего.
Последний рейтинговый турнир 2021 года — World Grand Prix 2021, в котором принимают участие 32 лучших игрока согласно годичному рейтингу — оказался успешным для О’Салливана. В финале его соперником стал австралиец Нил Робертсон. Первая сессия прошла на равных: Робертсон несколько раз выходил вперёд по счёту, но Ронни сокращал отставание. В 8 фрейме О’Салливану необходимо было найти два снукера, чтобы обойти соперника, и после успеха счёт в матче стал 4:4. В начале второй сессии казалось, что О’Салливан перестал бороться, но при счёте 7:5 в пользу Нила Робертсона О’Салливан выиграл четыре фрейма подряд, остановившись в шаге от победы — 9:7. Робертсон сумел взять ещё один фрейм, но в решающую партию игру перевести не удалось, и со счётом 10:8 Ронни О’Салливан завоевал рекордный 38 рейтинговый титул, став при этом одним из самых возрастных игроков, побеждавших на рейтинговых турнирах. Таким образом, О’Салливан прервал неудачную серию из проигранных финалов, начавшуюся в предыдущем игровом сезоне.
На Gibraltar Open 2022 О’Салливан в 1/64 финала, выигрывая 3:1, все таки проиграл 3:4 занимающему 45 позицию в официальном рейтинге Бену Вулластону.
На чемпионате мира Ронни обыграл Дэвида Гилберта (10:5), Марка Аллена (13:4) и Стивена Магуайра (13:5), в полуфинале был обыгран Джон Хиггинс (17:11). В финале О’Салливан встретился с Джаддом Трампом, который показал хорошую игру в третьей сессии, но не смог противостоять натиску соперника и проиграл Ронни с итоговым счетом 13:18. О’Салливан поднял над своей головой седьмой кубок чемпиона мира, сравнявшись по этому показателю со Стивеном Хендри.

#### Сезон 2022/23
Сезон Ронни начал неудачно. Снявшись с очередной вариации European Masters (которую назначили на август), он не сумел пройти далее второго круга на Лиге Чемпионов, а затем занял лишь третье место на турнире World Mixed Doubles в паре с Риэн Ивэнс. Неделей позже он выиграл пригласительный турнир Hong Kong Masters, обыграв представительницу Гонконга Ын Он Йи, Нила Робертсона и в финале местного фаворита Марко Фу со счётом 6:4.
Кроме того позже Ронни удалось прибавить ещё одну нерейтинговую победу к своему послужному списку. Победив Роберта Милкинса, Чжао Синьтуна, Фэня Чженъи и в финале Джадда Трампа он стал четырёхкратным победителем турнира Champion of Champions. На Чемпионате Великобритании первые два матча Ронни также отыграл на хорошем уровне, но в четвертьфинале с очень невнятной игрой уступил Дину Цзюньху. На Scottish Open в первом круге в матче против Бая Ланьнина Ронни сделал самый быстрый сенчури в истории снукера. Формально Worldsnooker не посчитал брейк самым быстрым (рекорд в 3.31 остаётся за Тони Драго), однако Драго собрал за 3.31 только 26 шаров, в то время как Ронни за 3.34 — 27 шаров, а всего набрал в рамках серии 118 очков (Драго лишь 105). В итоге в рекорде Драго на каждый удар приходится чуть более 8 секунд, в то время как в рекорде Ронни — чуть менее 8 секунд, при том, что последний шар в серии не был забит.
Остаток сезона прошёл для спортсмена довольно скромно. Он выбывал на турнирах во 2-3 раундах, доходя периодически до четвертьфинала. В четвертьфинале Чемпионата мира он также проиграл Люке Бреселю, лидируя по ходу матча.

#### Сезон 2023/24
Этот сезон Ронни начал и провёл намного сильнее. На English Open он дошёл до 4 круга, на восстановленном турнире в Ухани до четвертьфинала, на международном чемпионате в Китае - до полуфинала, а свой "любимый" Шанхай Мастерс снова сумел выиграть, взяв реванш у Люки Бреселя в финале со счётом 11-9. Позже он также выиграл чемпионат Великобритании, став первым в истории снукера восьмикратным обладателем этого титула, а также первым снукеристом, выигравшим 22 турнира тройной короны за свою карьеру. Восьмой титул он завоевал через 30 лет после завоевания первого турнира UK, обыграв на этот раз в финале Дина Цзюньху со счётом 10-7 и сохранив далее за собой первую строчку мирового рейтинга.
В январе 2024 года Ронни выиграл также и турнир Мастерс (впервые выиграв в рамках одного сезона и UK Championship и Мастерс), обыграв последовательно Дина Цзюньху, Барри Хокинса, Шона Мёрфи и в финале, уступая сильно по ходу матча, Алистера Картера 10:7.
На следующей неделе он сумел выиграть и ещё один турнир, Мировой Гран-при, обыграв Паня Цзюньсю, Юаня Сыцзюня, Гэри Уилсона, Дина Цзюньху и в финале Джадда Трампа. Победа позволила ему сравняться по числу завоеванных серебряных кувшинов Гран-При со Стивеном Хендри и Джоном Хиггинсом. В марте того же года он сумел завоевать и пятый в сезоне титул, выиграв новый пригласительный турнир в Эр-Рияде World Masters of Snooker. На пути к победе он обыграл Джона Хиггинса, Джадда Трампа и Люку Бреселя. Победа стала 87-й в карьере и 84-й индивидуальной победой, что позволило ему сравняться по общему числу индивидуальных титулов со Стивом Дэвисом.

## «Зал славы»
Вот два из пяти наиболее быстрых сенчури в 147 очков:
1. Видеозапись с чемпионата мира по снукеру 1997 года — 5 минут 20 секунд Архивная копия от 2 июня 2010 на Wayback Machine
2. Видеозапись со Scottish Open 2000 года — 6 минут 50 секунд Архивная копия от 20 апреля 2019 на Wayback Machine

## Достижения в карьере

### Всего финалов — 132
- Выигранные турниры — 87
- Поражения в финале — 45*

* Финал Irish Masters 1998 О’Салливан выиграл, но был дисквалифицирован из-за обнаружения в крови марихуаны. Однако статус финалиста и результаты встреч не были оспорены, несмотря на то, что титул официально был присуждён Доэрти. В статистике сайта cuetracker.net результаты матчей турнира отражены неизменно.

### Рейтинговые турниры (победитель) — 41
- Чемпионат мира (World Championship) (7 раз) — 2001, 2004, 2008, 2012, 2013, 2020, 2022
- Чемпионат Великобритании (UK Championship) (8 раз) — 1993, 1997, 2001, 2007, 2014, 2017, 2018, 2023
- British Open — 1994
- Asian Classic — 1996
- German Open — 1996
- German Masters — 2012
- Scottish Open (2 раза) — 1998, 2000
- Открытый чемпионат Китая (China Open) (2 раза) — 1999, 2000
- European Open — 2003
- Irish Masters (2 раза) — 2003, 2005 (в эти годы данный турнир был рейтинговым)
- Открытый чемпионат Уэльса (Welsh Open) (4 раза) — 2004, 2005, 2014, 2016
- Гран-при/World Grand Prix (4 раза) — 2004, 2018, 2021, 2024
- Northern Ireland Trophy — 2008
- Шанхай Мастерс (2 раза) — 2009, 2017 (в эти годы данный турнир был рейтинговым)
- English Open — 2017
- Players Championship (2 раза) — 2018, 2019
- Tour Championship — 2019

### Низкорейтинговые турниры (победитель) — 3
- Players Tour Championship — 2011 (1 этап), 2011 (7 этап), 2013 (4 этап — Paul Hunter Classic)

### Командные турниры — 3
- Nations Cup (в составе сборной команды Англии) — 2000
- Euro-Asia Snooker Masters Challenge (командный турнир в составе команды Европы) - 2007
- CVB Snooker Challenge (в составе сборной команды Великобритании) — 2017

### Другие турниры (победитель) — 40
- Мастерс (Masters) (8 раз) — 1995, 2005, 2007, 2009, 2014, 2016, 2017, 2024
- Benson and Hedges Championship — 1993
- Nescafe Extra Challenge — 1993
- Liverpool Victoria Charity Challenge — 1996
- Riley Superstars International — 1997
- Премьер-лига (Premier League) (10 раз) — 1997, 2001, 2002, 2005 (04/05), 2005 (05/06), 2006, 2007, 2008, 2010, 2011
- Scottish Masters (3 раза) — 1998, 2000, 2002
- Champions Cup — 2000
- Irish Masters (2 раза) — 2001, 2007
- Hamm Invitational Trophy - 2008
- Power Snooker* — 2010
- Champion of Champions (4 раза) — 2013, 2014, 2018, 2022
- Шанхай Мастерс (3 раза) — 2018, 2019, 2023
- Hong Kong Masters - 2022
- World Masters of Snooker - 2024

* — турнир проходил по особым правилам, но входил в список профессиональных турниров мейн-тура

### Pro-am
- Pontins Autumn Open — 1991
- Pink Ribbon — 2015

### Карьера любителя
- Чемпионат Британии для игроков не старше 16 лет — 1988
- Чемпионат мира IBSF для игроков не старше 21 года — 1991
- Junior Pot Black — 1991

### Все официальныемаксимальные брейки
1. 21 апреля 1997 — чемпионат мира
2. 29 января 1999 — открытый чемпионат Уэльса
3. 13 октября 1999 — Гран-при
4. 5 апреля 2000 — открытый чемпионат Шотландии
5. 17 октября 2001 — кубок LG (Гран-при)
6. 22 апреля 2003 — чемпионат мира
7. 8 ноября 2007 — трофей Северной Ирландии
8. 15 декабря 2007 — чемпионат Великобритании
9. 28 апреля 2008 — чемпионат мира
10. 20 сентября 2010 — World Open
11. 26 августа 2011 — PTC4/Paul Hunter Classic
12. 2 марта 2014 — открытый чемпионат Уэльса
13. 4 декабря 2014 — чемпионат Великобритании
14. 3 апреля 2018 — открытый чемпионат Китая
15. 17 октября 2018 — English Open

- Также О’Салливан сделал максимальный брейк на турнире Kilkenny Irish Masters в 2007 году, однако данный брейк в число официальных максимумов не входит, так как на данном пригласительном турнире использовались столы, отличающиеся от стандартных.

### Выступления на турнирах
| Рейтинг на начало сезона           | -                        | 57                       | 9                        | 3                        | 8                        | 7                        | 3                        | 4                        | 4                        | 2                        | 1                    | 3                    | 1                      | 1                      | 3                      | 5                        | 1                        | 1                        | 3                        | 11                       | 9                        | 19                       | 4                        | 5                        | 10                       | 14                       | 2                        | 1                        | 2                      | 3                      | 1                      | 1                      | 5                      |                        |                        |                        |                        |                        |                        |                        |                        |                        |                        |                        |                        |                        |                        |                        |                        |                        |                        |                        |                        |                        |                        |                        |                        |                        |                        |                        |                        |                        |                        |                        |                      |                      |                      |                      |               |    |    |
| Centuries                          | 30                       | 28                       | 20                       | 21                       | 30                       | 25                       | 18                       | 41                       | 33                       | 43                       | 30                   | 42                   | 42                     | 25                     | 44                     | 50                       | 38                       | 30                       | 34                       | 53                       | 13                       | 53                       | 46                       | 25                       | 50                       | 74                       | 61                       | 52                       | 46                     | 62                     | 32                     | 62                     | 25                     |                        |                        |                        |                        |                        |                        |                        |                        |                        |                        |                        |                        |                        |                        |                        |                        |                        |                        |                        |                        |                        |                        |                        |                        |                        |                        |                        |                        |                        |                        |                        |                      |                      |                      |                      |               |    |    |
| Рейтинговые турниры                |                          |                          |                          |                          |                          |                          |                          |                          |                          |                          |                      |                      |                        |                        |                        |                          |                          |                          |                          |                          |                          |                          |                          |                          |                          |                          |                          |                          |                        |                        |                        |                        |                        |                        |                        |                        |                        |                        |                        |                        |                        |                        |                        |                        |                        |                        |                        |                        |                        |                        |                        |                        |                        |                        |                        |                        |                        |                        |                        |                        |                        |                        |                        |                        |                      |                      |                      |                      |               |    |    |
| Championship League                | Турнир не проводился     | Турнир не проводился     | Турнир не проводился     | Турнир не проводился     | Турнир не проводился     | Турнир не проводился     | Турнир не проводился     | Турнир не проводился     | Турнир не проводился     | Турнир не проводился     | Турнир не проводился | Турнир не проводился | Турнир не проводился   | Турнир не проводился   | Турнир не проводился   | Турнир был нерейтинговым | Турнир был нерейтинговым | Турнир был нерейтинговым | Турнир был нерейтинговым | Турнир был нерейтинговым | Турнир был нерейтинговым | Турнир был нерейтинговым | Турнир был нерейтинговым | Турнир был нерейтинговым | Турнир был нерейтинговым | Турнир был нерейтинговым | Турнир был нерейтинговым | Турнир был нерейтинговым | WD                     | WD                     | 2R                     | WD                     | RR                     |                        |                        |                        |                        |                        |                        |                        |                        |                        |                        |                        |                        |                        |                        |                        |                        |                        |                        |                        |                        |                        |                        |                        |                        |                        |                        |                        |                        |                        |                        |                        |                      |                      |                      |                      |               |    |    |
| Xi'an Grand Prix                   | Турнир не проводился     | Турнир не проводился     | Турнир не проводился     | Турнир не проводился     | Турнир не проводился     | Турнир не проводился     | Турнир не проводился     | Турнир не проводился     | Турнир не проводился     | Турнир не проводился     | Турнир не проводился | Турнир не проводился | Турнир не проводился   | Турнир не проводился   | Турнир не проводился   | Турнир не проводился     | Турнир не проводился     | Турнир не проводился     | Турнир не проводился     | Турнир не проводился     | Турнир не проводился     | Турнир не проводился     | Турнир не проводился     | Турнир не проводился     | Турнир не проводился     | Турнир не проводился     | Турнир не проводился     | Турнир не проводился     | Турнир не проводился   | Турнир не проводился   | Турнир не проводился   | Турнир не проводился   | SF                     |                        |                        |                        |                        |                        |                        |                        |                        |                        |                        |                        |                        |                        |                        |                        |                        |                        |                        |                        |                        |                        |                        |                        |                        |                        |                        |                        |                        |                        |                        |                        |                      |                      |                      |                      |               |    |    |
| Saudi Arabia Masters               | Турнир не проводился     | Турнир не проводился     | Турнир не проводился     | Турнир не проводился     | Турнир не проводился     | Турнир не проводился     | Турнир не проводился     | Турнир не проводился     | Турнир не проводился     | Турнир не проводился     | Турнир не проводился | Турнир не проводился | Турнир не проводился   | Турнир не проводился   | Турнир не проводился   | Турнир не проводился     | Турнир не проводился     | Турнир не проводился     | Турнир не проводился     | Турнир не проводился     | Турнир не проводился     | Турнир не проводился     | Турнир не проводился     | Турнир не проводился     | Турнир не проводился     | Турнир не проводился     | Турнир не проводился     | Турнир не проводился     | Турнир не проводился   | Турнир не проводился   | Турнир не проводился   | Турнир не проводился   | QF                     |                        |                        |                        |                        |                        |                        |                        |                        |                        |                        |                        |                        |                        |                        |                        |                        |                        |                        |                        |                        |                        |                        |                        |                        |                        |                        |                        |                        |                        |                        |                        |                      |                      |                      |                      |               |    |    |
| English Open                       | Турнир не проводился     | Турнир не проводился     | Турнир не проводился     | Турнир не проводился     | Турнир не проводился     | Турнир не проводился     | Турнир не проводился     | Турнир не проводился     | Турнир не проводился     | Турнир не проводился     | Турнир не проводился | Турнир не проводился | Турнир не проводился   | Турнир не проводился   | Турнир не проводился   | Турнир не проводился     | Турнир не проводился     | Турнир не проводился     | Турнир не проводился     | Турнир не проводился     | Турнир не проводился     | Турнир не проводился     | Турнир не проводился     | Турнир не проводился     | 3R                       | W                        | SF                       | 4R                       | 3R                     | SF                     | 3R                     | 4R                     | 1R                     |                        |                        |                        |                        |                        |                        |                        |                        |                        |                        |                        |                        |                        |                        |                        |                        |                        |                        |                        |                        |                        |                        |                        |                        |                        |                        |                        |                        |                        |                        |                        |                      |                      |                      |                      |               |    |    |
| British Open                       | LQ                       | W                        | F                        | SF                       | 1R                       | QF                       | 3R                       | SF                       | QF                       | SF                       | 3R                   | F                    | SF                     | Турнир не проводился   | Турнир не проводился   | Турнир не проводился     | Турнир не проводился     | Турнир не проводился     | Турнир не проводился     | Турнир не проводился     | Турнир не проводился     | Турнир не проводился     | Турнир не проводился     | Турнир не проводился     | Турнир не проводился     | Турнир не проводился     | Турнир не проводился     | Турнир не проводился     | Турнир не проводился   | —                      | 1R                     | —                      | WD                     |                        |                        |                        |                        |                        |                        |                        |                        |                        |                        |                        |                        |                        |                        |                        |                        |                        |                        |                        |                        |                        |                        |                        |                        |                        |                        |                        |                        |                        |                        |                        |                      |                      |                      |                      |               |    |    |
| Wuhan Open                         | Турнир не проводился     | Турнир не проводился     | Турнир не проводился     | Турнир не проводился     | Турнир не проводился     | Турнир не проводился     | Турнир не проводился     | Турнир не проводился     | Турнир не проводился     | Турнир не проводился     | Турнир не проводился | Турнир не проводился | Турнир не проводился   | Турнир не проводился   | Турнир не проводился   | Турнир не проводился     | Турнир не проводился     | Турнир не проводился     | Турнир не проводился     | Турнир не проводился     | Турнир не проводился     | Турнир не проводился     | Турнир не проводился     | Турнир не проводился     | Турнир не проводился     | Турнир не проводился     | Турнир не проводился     | Турнир не проводился     | Турнир не проводился   | Турнир не проводился   | Турнир не проводился   | QF                     | WD                     |                        |                        |                        |                        |                        |                        |                        |                        |                        |                        |                        |                        |                        |                        |                        |                        |                        |                        |                        |                        |                        |                        |                        |                        |                        |                        |                        |                        |                        |                        |                        |                      |                      |                      |                      |               |    |    |
| Nothern Ireland Open               | Турнир не проводился     | Турнир не проводился     | Турнир не проводился     | Турнир не проводился     | Турнир не проводился     | Турнир не проводился     | Турнир не проводился     | Турнир не проводился     | Турнир не проводился     | Турнир не проводился     | Турнир не проводился | Турнир не проводился | Турнир не проводился   | Турнир не проводился   | Турнир не проводился   | Турнир не проводился     | Турнир не проводился     | Турнир не проводился     | Турнир не проводился     | Турнир не проводился     | Турнир не проводился     | Турнир не проводился     | Турнир не проводился     | Турнир не проводился     | 4R                       | 3R                       | F                        | F                        | F                      | 4R                     | 2R                     | WD                     | WD                     |                        |                        |                        |                        |                        |                        |                        |                        |                        |                        |                        |                        |                        |                        |                        |                        |                        |                        |                        |                        |                        |                        |                        |                        |                        |                        |                        |                        |                        |                        |                        |                      |                      |                      |                      |               |    |    |
| International Championship         | Турнир не проводился     | Турнир не проводился     | Турнир не проводился     | Турнир не проводился     | Турнир не проводился     | Турнир не проводился     | Турнир не проводился     | Турнир не проводился     | Турнир не проводился     | Турнир не проводился     | Турнир не проводился | Турнир не проводился | Турнир не проводился   | Турнир не проводился   | Турнир не проводился   | Турнир не проводился     | Турнир не проводился     | Турнир не проводился     | Турнир не проводился     | Турнир не проводился     | WD                       | 2R                       | QF                       | —                        | 3R                       | 2R                       | —                        | —                        | Не проводился          | Не проводился          | Не проводился          | SF                     | 1R                     |                        |                        |                        |                        |                        |                        |                        |                        |                        |                        |                        |                        |                        |                        |                        |                        |                        |                        |                        |                        |                        |                        |                        |                        |                        |                        |                        |                        |                        |                        |                        |                      |                      |                      |                      |               |    |    |
| UK Championship                    | 1R                       | W                        | QF                       | QF                       | 1R                       | W                        | 1R                       | QF                       | SF                       | W                        | QF                   | SF                   | 2R                     | 1R                     | QF*                    | W                        | 2R                       | SF                       | 1R                       | 2R                       | —                        | QF                       | W                        | —                        | F                        | W                        | W                        | 4R                       | 2R                     | QF                     | QF                     | W                      | 1R                     |                        |                        |                        |                        |                        |                        |                        |                        |                        |                        |                        |                        |                        |                        |                        |                        |                        |                        |                        |                        |                        |                        |                        |                        |                        |                        |                        |                        |                        |                        |                        |                      |                      |                      |                      |               |    |    |
| Shoot Out                          | Турнир не проводился     | Турнир не проводился     | Турнир не проводился     | Турнир не проводился     | Турнир не проводился     | Турнир не проводился     | Турнир не проводился     | Турнир не проводился     | Турнир не проводился     | Турнир не проводился     | Турнир не проводился | Турнир не проводился | Турнир не проводился   | Турнир не проводился   | Турнир не проводился   | Турнир не проводился     | Турнир не проводился     | Турнир не проводился     | Турнир был нерейтинговым | Турнир был нерейтинговым | Турнир был нерейтинговым | Турнир был нерейтинговым | Турнир был нерейтинговым | Турнир был нерейтинговым | —                        | —                        | —                        | 2R                       | —                      | —                      | —                      | —                      | —                      |                        |                        |                        |                        |                        |                        |                        |                        |                        |                        |                        |                        |                        |                        |                        |                        |                        |                        |                        |                        |                        |                        |                        |                        |                        |                        |                        |                        |                        |                        |                        |                      |                      |                      |                      |               |    |    |
| Scottish Open                      | 2R                       | LQ                       | 3R                       | LQ                       | QF                       | W                        | 2R                       | W                        | 2R                       | 2R                       | 3R                   | QF                   | Турнир не проводился   | Турнир не проводился   | Турнир не проводился   | Турнир не проводился     | Турнир не проводился     | Турнир не проводился     | Турнир не проводился     | Турнир не проводился     | МР                       | Не проводился            | Не проводился            | Не проводился            | QF                       | QF                       | —                        | QF                       | F                      | SF                     | 3R                     | —                      | WD                     |                        |                        |                        |                        |                        |                        |                        |                        |                        |                        |                        |                        |                        |                        |                        |                        |                        |                        |                        |                        |                        |                        |                        |                        |                        |                        |                        |                        |                        |                        |                        |                      |                      |                      |                      |               |    |    |
| German Masters                     | Не проводился            | Не проводился            | Не проводился            | 1R                       | W                        | SF                       | НР                       | Турнир не проводился     | Турнир не проводился     | Турнир не проводился     | Турнир не проводился | Турнир не проводился | Турнир не проводился   | Турнир не проводился   | Турнир не проводился   | Турнир не проводился     | Турнир не проводился     | Турнир не проводился     | WD                       | W                        | —                        | LQ                       | QF                       | LQ                       | 1R                       | —                        | —                        | —                        | —                      | LQ                     | —                      | —                      | WD                     |                        |                        |                        |                        |                        |                        |                        |                        |                        |                        |                        |                        |                        |                        |                        |                        |                        |                        |                        |                        |                        |                        |                        |                        |                        |                        |                        |                        |                        |                        |                        |                      |                      |                      |                      |               |    |    |
| Welsh Open                         | 1R                       | 1R                       | QF                       | 2R                       | 2R                       | 4R                       | SF                       | 3R                       | 2R                       | 2R                       | QF                   | W                    | W                      | 1R                     | QF                     | F                        | 2R                       | SF                       | 1R                       | SF                       | —                        | W                        | 3R                       | W                        | 2R                       | QF                       | 3R                       | SF                       | F                      | 4R                     | QF                     | —                      | WD                     |                        |                        |                        |                        |                        |                        |                        |                        |                        |                        |                        |                        |                        |                        |                        |                        |                        |                        |                        |                        |                        |                        |                        |                        |                        |                        |                        |                        |                        |                        |                        |                      |                      |                      |                      |               |    |    |
| World Open                         | LQ                       | LQ                       | QF                       | 1R                       | 2R                       | 3R                       | 3R                       | QF                       | F                        | QF                       | QF                   | 2R                   | W                      | F                      | 3R                     | F                        | QF                       | 2R                       | F                        | WD                       | —                        | —                        | НП                       | НП                       | —                        | —                        | —                        | 1R                       | Не проводился          | Не проводился          | Не проводился          | 4R                     | WD                     |                        |                        |                        |                        |                        |                        |                        |                        |                        |                        |                        |                        |                        |                        |                        |                        |                        |                        |                        |                        |                        |                        |                        |                        |                        |                        |                        |                        |                        |                        |                        |                      |                      |                      |                      |               |    |    |
| World Grand Prix                   | Турнир не проводился     | Турнир не проводился     | Турнир не проводился     | Турнир не проводился     | Турнир не проводился     | Турнир не проводился     | Турнир не проводился     | Турнир не проводился     | Турнир не проводился     | Турнир не проводился     | Турнир не проводился | Турнир не проводился | Турнир не проводился   | Турнир не проводился   | Турнир не проводился   | Турнир не проводился     | Турнир не проводился     | Турнир не проводился     | Турнир не проводился     | Турнир не проводился     | Турнир не проводился     | Турнир не проводился     | НР                       | 1R                       | 2R                       | W                        | 1R                       | QF                       | SF                     | W                      | 2R                     | W                      | WD                     |                        |                        |                        |                        |                        |                        |                        |                        |                        |                        |                        |                        |                        |                        |                        |                        |                        |                        |                        |                        |                        |                        |                        |                        |                        |                        |                        |                        |                        |                        |                        |                      |                      |                      |                      |               |    |    |
| Players Championship               | Турнир не проводился     | Турнир не проводился     | Турнир не проводился     | Турнир не проводился     | Турнир не проводился     | Турнир не проводился     | Турнир не проводился     | Турнир не проводился     | Турнир не проводился     | Турнир не проводился     | Турнир не проводился | Турнир не проводился | Турнир не проводился   | Турнир не проводился   | Турнир не проводился   | Турнир не проводился     | Турнир не проводился     | Турнир не проводился     | —                        | —                        | —                        | 2R                       | —                        | —                        | QF                       | W                        | W                        | —                        | F                      | QF                     | —                      | QF                     | DNQ                    |                        |                        |                        |                        |                        |                        |                        |                        |                        |                        |                        |                        |                        |                        |                        |                        |                        |                        |                        |                        |                        |                        |                        |                        |                        |                        |                        |                        |                        |                        |                        |                      |                      |                      |                      |               |    |    |
| Tour Championship                  | Турнир не проводился     | Турнир не проводился     | Турнир не проводился     | Турнир не проводился     | Турнир не проводился     | Турнир не проводился     | Турнир не проводился     | Турнир не проводился     | Турнир не проводился     | Турнир не проводился     | Турнир не проводился | Турнир не проводился | Турнир не проводился   | Турнир не проводился   | Турнир не проводился   | Турнир не проводился     | Турнир не проводился     | Турнир не проводился     | Турнир не проводился     | Турнир не проводился     | Турнир не проводился     | Турнир не проводился     | Турнир не проводился     | Турнир не проводился     | Турнир не проводился     | Турнир не проводился     | W                        | —                        | F                      | SF                     | —                      | F                      | DNQ                    |                        |                        |                        |                        |                        |                        |                        |                        |                        |                        |                        |                        |                        |                        |                        |                        |                        |                        |                        |                        |                        |                        |                        |                        |                        |                        |                        |                        |                        |                        |                        |                      |                      |                      |                      |               |    |    |
| Чемпионат мира                     | 1R                       | 2R                       | QF                       | SF                       | 2R                       | SF                       | SF                       | 1R                       | W                        | SF                       | 1R                   | W                    | QF                     | SF                     | QF                     | W                        | 2R                       | QF                       | QF                       | W                        | W                        | F                        | QF                       | 2R                       | QF                       | 2R                       | 1R                       | W                        | 2R                     | W                      | QF                     | QF                     | SF                     |                        |                        |                        |                        |                        |                        |                        |                        |                        |                        |                        |                        |                        |                        |                        |                        |                        |                        |                        |                        |                        |                        |                        |                        |                        |                        |                        |                        |                        |                        |                        |                      |                      |                      |                      |               |    |    |
| Нерейтинговые турниры              |                          |                          |                          |                          |                          |                          |                          |                          |                          |                          |                      |                      |                        |                        |                        |                          |                          |                          |                          |                          |                          |                          |                          |                          |                          |                          |                          |                          |                        |                        |                        |                        |                        |                        |                        |                        |                        |                        |                        |                        |                        |                        |                        |                        |                        |                        |                        |                        |                        |                        |                        |                        |                        |                        |                        |                        |                        |                        |                        |                        |                        |                        |                        |                        |                      |                      |                      |                      |               |    |    |
| Шанхай Мастерс                     | Турнир не проводился     | Турнир не проводился     | Турнир не проводился     | Турнир не проводился     | Турнир не проводился     | Турнир не проводился     | Турнир не проводился     | Турнир не проводился     | Турнир не проводился     | Турнир не проводился     | Турнир не проводился | Турнир не проводился | Турнир не проводился   | Турнир не проводился   | Турнир не проводился   | Турнир был рейтинговым   | Турнир был рейтинговым   | Турнир был рейтинговым   | Турнир был рейтинговым   | Турнир был рейтинговым   | Турнир был рейтинговым   | Турнир был рейтинговым   | Турнир был рейтинговым   | Турнир был рейтинговым   | Турнир был рейтинговым   | Турнир был рейтинговым   | W                        | W                        | Не проводился          | Не проводился          | Не проводился          | W                      | SF                     |                        |                        |                        |                        |                        |                        |                        |                        |                        |                        |                        |                        |                        |                        |                        |                        |                        |                        |                        |                        |                        |                        |                        |                        |                        |                        |                        |                        |                        |                        |                        |                      |                      |                      |                      |               |    |    |
| Champion of Champions              | Турнир не проводился     | Турнир не проводился     | Турнир не проводился     | Турнир не проводился     | Турнир не проводился     | Турнир не проводился     | Турнир не проводился     | Турнир не проводился     | Турнир не проводился     | Турнир не проводился     | Турнир не проводился | Турнир не проводился | Турнир не проводился   | Турнир не проводился   | Турнир не проводился   | Турнир не проводился     | Турнир не проводился     | Турнир не проводился     | Турнир не проводился     | Турнир не проводился     | Турнир не проводился     | W                        | W                        | WD                       | F                        | F                        | W                        | SF                       | QF                     | QF                     | W                      | WD                     | 1R                     |                        |                        |                        |                        |                        |                        |                        |                        |                        |                        |                        |                        |                        |                        |                        |                        |                        |                        |                        |                        |                        |                        |                        |                        |                        |                        |                        |                        |                        |                        |                        |                      |                      |                      |                      |               |    |    |
| Riyadh Season Championship         | Турнир не проводился     | Турнир не проводился     | Турнир не проводился     | Турнир не проводился     | Турнир не проводился     | Турнир не проводился     | Турнир не проводился     | Турнир не проводился     | Турнир не проводился     | Турнир не проводился     | Турнир не проводился | Турнир не проводился | Турнир не проводился   | Турнир не проводился   | Турнир не проводился   | Турнир не проводился     | Турнир не проводился     | Турнир не проводился     | Турнир не проводился     | Турнир не проводился     | Турнир не проводился     | Турнир не проводился     | Турнир не проводился     | Турнир не проводился     | Турнир не проводился     | Турнир не проводился     | Турнир не проводился     | Турнир не проводился     | Турнир не проводился   | Турнир не проводился   | Турнир не проводился   | W                      | SF                     |                        |                        |                        |                        |                        |                        |                        |                        |                        |                        |                        |                        |                        |                        |                        |                        |                        |                        |                        |                        |                        |                        |                        |                        |                        |                        |                        |                        |                        |                        |                        |                      |                      |                      |                      |               |    |    |
| Мастерс                            | —                        | LQ                       | W                        | F                        | F                        | QF                       | QF                       | QF                       | 1R                       | QF                       | QF                   | F                    | W                      | F                      | W                      | 1R                       | W                        | F                        | 1R                       | QF                       | —                        | W                        | SF                       | W                        | W                        | QF                       | F                        | —                        | QF                     | QF                     | QF                     | W                      | WD                     |                        |                        |                        |                        |                        |                        |                        |                        |                        |                        |                        |                        |                        |                        |                        |                        |                        |                        |                        |                        |                        |                        |                        |                        |                        |                        |                        |                        |                        |                        |                        |                      |                      |                      |                      |               |    |    |
| Championship League                | Турнир не проводился     | Турнир не проводился     | Турнир не проводился     | Турнир не проводился     | Турнир не проводился     | Турнир не проводился     | Турнир не проводился     | Турнир не проводился     | Турнир не проводился     | Турнир не проводился     | Турнир не проводился | Турнир не проводился | Турнир не проводился   | Турнир не проводился   | Турнир не проводился   | —                        | —                        | RR                       | RR                       | —                        | —                        | —                        | WD                       | F                        | —                        | —                        | —                        | 2R                       | WD                     | RR                     | WD                     | WD                     | WD                     |                        |                        |                        |                        |                        |                        |                        |                        |                        |                        |                        |                        |                        |                        |                        |                        |                        |                        |                        |                        |                        |                        |                        |                        |                        |                        |                        |                        |                        |                        |                        |                      |                      |                      |                      |               |    |    |
| Упразднённые рейтинговые турниры   |                          |                          |                          |                          |                          |                          |                          |                          |                          |                          |                      |                      |                        |                        |                        |                          |                          |                          |                          |                          |                          |                          |                          |                          |                          |                          |                          |                          |                        |                        |                        |                        |                        |                        |                        |                        |                        |                        |                        |                        |                        |                        |                        |                        |                        |                        |                        |                        |                        |                        |                        |                        |                        |                        |                        |                        |                        |                        |                        |                        |                        |                        |                        |                        |                      |                      |                      |                      |               |    |    |
| Asian Classic                      | LQ                       | SF                       | SF                       | 1R                       | W                        | Турнир не проводился     | Турнир не проводился     | Турнир не проводился     | Турнир не проводился     | Турнир не проводился     | Турнир не проводился | Турнир не проводился | Турнир не проводился   | Турнир не проводился   | Турнир не проводился   | Турнир не проводился     | Турнир не проводился     | Турнир не проводился     | Турнир не проводился     | Турнир не проводился     | Турнир не проводился     | Турнир не проводился     | Турнир не проводился     | Турнир не проводился     | Турнир не проводился     | Турнир не проводился     | Турнир не проводился     | Турнир не проводился     | Турнир не проводился   | Турнир не проводился   | Турнир не проводился   | Турнир не проводился   | Турнир не проводился   | Турнир не проводился   | Турнир не проводился   | Турнир не проводился   | Турнир не проводился   | Турнир не проводился   | Турнир не проводился   | Турнир не проводился   | Турнир не проводился   | Турнир не проводился   | Турнир не проводился   | Турнир не проводился   | Турнир не проводился   |                        |                        |                        |                        |                        |                        |                        |                        |                        |                        |                        |                        |                        |                        |                        |                        |                        |                        |                        |                      |                      |                      |                      |               |    |    |
| Malta Grand Prix                   | НП                       | НП                       | Турнир был нерейтинговым | Турнир был нерейтинговым | Турнир был нерейтинговым | Турнир был нерейтинговым | Турнир был нерейтинговым | QF                       | НР                       | Турнир не проводился     | Турнир не проводился | Турнир не проводился | Турнир не проводился   | Турнир не проводился   | Турнир не проводился   | Турнир не проводился     | Турнир не проводился     | Турнир не проводился     | Турнир не проводился     | Турнир не проводился     | Турнир не проводился     | Турнир не проводился     | Турнир не проводился     | Турнир не проводился     | Турнир не проводился     | Турнир не проводился     | Турнир не проводился     | Турнир не проводился     | Турнир не проводился   | Турнир не проводился   | Турнир не проводился   | Турнир не проводился   | Турнир не проводился   | Турнир не проводился   | Турнир не проводился   | Турнир не проводился   | Турнир не проводился   | Турнир не проводился   | Турнир не проводился   | Турнир не проводился   | Турнир не проводился   | Турнир не проводился   | Турнир не проводился   | Турнир не проводился   | Турнир не проводился   | Турнир не проводился   | Турнир не проводился   | Турнир не проводился   | Турнир не проводился   |                        |                        |                        |                        |                        |                        |                        |                        |                        |                        |                        |                        |                        |                        |                        |                      |                      |                      |                      |               |    |    |
| Thailand Masters                   | 2R                       | 1R                       | F                        | 2R                       | SF                       | 2R                       | 1R                       | 1R                       | 2R                       | SF                       | НР                   | Не проводился        | Не проводился          | Не проводился          | НР                     | Турнир не проводился     | Турнир не проводился     | Турнир не проводился     | Турнир не проводился     | Турнир не проводился     | Турнир не проводился     | Турнир не проводился     | Турнир не проводился     | Турнир не проводился     | Турнир не проводился     | Турнир не проводился     | Турнир не проводился     | Турнир не проводился     | Турнир не проводился   | Турнир не проводился   | Турнир не проводился   | Турнир не проводился   | Турнир не проводился   | Турнир не проводился   | Турнир не проводился   | Турнир не проводился   | Турнир не проводился   | Турнир не проводился   | Турнир не проводился   | Турнир не проводился   | Турнир не проводился   | Турнир не проводился   | Турнир не проводился   | Турнир не проводился   | Турнир не проводился   | Турнир не проводился   | Турнир не проводился   | Турнир не проводился   | Турнир не проводился   | Турнир не проводился   | Турнир не проводился   | Турнир не проводился   | Турнир не проводился   | Турнир не проводился   | Турнир не проводился   |                        |                        |                        |                        |                        |                        |                        |                        |                        |                      |                      |                      |                      |               |    |    |
| Irish Masters                      | Турнир был нерейтинговым | Турнир был нерейтинговым | Турнир был нерейтинговым | Турнир был нерейтинговым | Турнир был нерейтинговым | Турнир был нерейтинговым | Турнир был нерейтинговым | Турнир был нерейтинговым | Турнир был нерейтинговым | Турнир был нерейтинговым | W                    | QF                   | W                      | НП                     | НР                     | Турнир не проводился     | Турнир не проводился     | Турнир не проводился     | Турнир не проводился     | Турнир не проводился     | Турнир не проводился     | Турнир не проводился     | Турнир не проводился     | Турнир не проводился     | Турнир не проводился     | Турнир не проводился     | Турнир не проводился     | Турнир не проводился     | Турнир не проводился   | Турнир не проводился   | Турнир не проводился   | Турнир не проводился   | Турнир не проводился   | Турнир не проводился   | Турнир не проводился   | Турнир не проводился   | Турнир не проводился   | Турнир не проводился   | Турнир не проводился   | Турнир не проводился   | Турнир не проводился   | Турнир не проводился   | Турнир не проводился   | Турнир не проводился   | Турнир не проводился   | Турнир не проводился   | Турнир не проводился   | Турнир не проводился   | Турнир не проводился   | Турнир не проводился   | Турнир не проводился   | Турнир не проводился   | Турнир не проводился   | Турнир не проводился   | Турнир не проводился   |                        |                        |                        |                        |                        |                        |                        |                        |                        |                      |                      |                      |                      |               |    |    |
| Nothern Ireland Trophy             | Турнир не проводился     | Турнир не проводился     | Турнир не проводился     | Турнир не проводился     | Турнир не проводился     | Турнир не проводился     | Турнир не проводился     | Турнир не проводился     | Турнир не проводился     | Турнир не проводился     | Турнир не проводился | Турнир не проводился | Турнир не проводился   | НР                     | F                      | QF                       | W                        | Турнир не проводился     | Турнир не проводился     | Турнир не проводился     | Турнир не проводился     | Турнир не проводился     | Турнир не проводился     | Турнир не проводился     | Турнир не проводился     | Турнир не проводился     | Турнир не проводился     | Турнир не проводился     | Турнир не проводился   | Турнир не проводился   | Турнир не проводился   | Турнир не проводился   | Турнир не проводился   | Турнир не проводился   | Турнир не проводился   | Турнир не проводился   | Турнир не проводился   | Турнир не проводился   | Турнир не проводился   | Турнир не проводился   | Турнир не проводился   | Турнир не проводился   | Турнир не проводился   | Турнир не проводился   | Турнир не проводился   | Турнир не проводился   | Турнир не проводился   | Турнир не проводился   | Турнир не проводился   | Турнир не проводился   | Турнир не проводился   | Турнир не проводился   | Турнир не проводился   | Турнир не проводился   | Турнир не проводился   | Турнир не проводился   | Турнир не проводился   |                        |                        |                        |                        |                        |                        |                        |                      |                      |                      |                      |               |    |    |
| Шанхай Мастерс                     | Турнир не проводился     | Турнир не проводился     | Турнир не проводился     | Турнир не проводился     | Турнир не проводился     | Турнир не проводился     | Турнир не проводился     | Турнир не проводился     | Турнир не проводился     | Турнир не проводился     | Турнир не проводился | Турнир не проводился | Турнир не проводился   | Турнир не проводился   | Турнир не проводился   | WD                       | F                        | W                        | WD                       | 2R                       | —                        | —                        | 1R                       | —                        | 2R                       | W                        | НР                       | НР                       | Не проводился          | Не проводился          | Не проводился          | НР                     | НР                     | НР                     |                        |                        |                        |                        |                        |                        |                        |                        |                        |                        |                        |                        |                        |                        |                        |                        |                        |                        |                        |                        |                        |                        |                        |                        |                        |                        |                        |                        |                        |                        |                      |                      |                      |                      |               |    |    |
| China Open                         | Турнир не проводился     | Турнир не проводился     | Турнир не проводился     | Турнир не проводился     | Турнир не проводился     | НР                       | 2R                       | W                        | W                        | QF                       | НП                   | НП                   | SF                     | 1R                     | SF                     | 1R                       | QF                       | 1R                       | 1R                       | QF                       | —                        | —                        | —                        | —                        | 3R                       | 2R                       | —                        | Турнир не проводился     | Турнир не проводился   | Турнир не проводился   | Турнир не проводился   | Турнир не проводился   | Турнир не проводился   | Турнир не проводился   | Турнир не проводился   | Турнир не проводился   | Турнир не проводился   | Турнир не проводился   | Турнир не проводился   | Турнир не проводился   | Турнир не проводился   | Турнир не проводился   | Турнир не проводился   | Турнир не проводился   | Турнир не проводился   | Турнир не проводился   | Турнир не проводился   | Турнир не проводился   | Турнир не проводился   | Турнир не проводился   | Турнир не проводился   | Турнир не проводился   | Турнир не проводился   | Турнир не проводился   | Турнир не проводился   | Турнир не проводился   | Турнир не проводился   | Турнир не проводился   | Турнир не проводился   | Турнир не проводился   | Турнир не проводился   | Турнир не проводился   | Турнир не проводился   | Турнир не проводился   | Турнир не проводился | Турнир не проводился | Турнир не проводился |                      |               |    |    |
| China Championship                 | Турнир не проводился     | Турнир не проводился     | Турнир не проводился     | Турнир не проводился     | Турнир не проводился     | Турнир не проводился     | Турнир не проводился     | Турнир не проводился     | Турнир не проводился     | Турнир не проводился     | Турнир не проводился | Турнир не проводился | Турнир не проводился   | Турнир не проводился   | Турнир не проводился   | Турнир не проводился     | Турнир не проводился     | Турнир не проводился     | Турнир не проводился     | Турнир не проводился     | Турнир не проводился     | Турнир не проводился     | Турнир не проводился     | Турнир не проводился     | НР                       | QF                       | —                        | —                        | Турнир не проводился   | Турнир не проводился   | Турнир не проводился   | Турнир не проводился   | Турнир не проводился   | Турнир не проводился   | Турнир не проводился   | Турнир не проводился   | Турнир не проводился   | Турнир не проводился   | Турнир не проводился   | Турнир не проводился   | Турнир не проводился   | Турнир не проводился   | Турнир не проводился   | Турнир не проводился   | Турнир не проводился   | Турнир не проводился   | Турнир не проводился   | Турнир не проводился   | Турнир не проводился   | Турнир не проводился   | Турнир не проводился   | Турнир не проводился   | Турнир не проводился   | Турнир не проводился   | Турнир не проводился   | Турнир не проводился   | Турнир не проводился   | Турнир не проводился   | Турнир не проводился   | Турнир не проводился   | Турнир не проводился   | Турнир не проводился   | Турнир не проводился   | Турнир не проводился   | Турнир не проводился | Турнир не проводился | Турнир не проводился | Турнир не проводился |               |    |    |
| WST Pro Series                     | Турнир не проводился     | Турнир не проводился     | Турнир не проводился     | Турнир не проводился     | Турнир не проводился     | Турнир не проводился     | Турнир не проводился     | Турнир не проводился     | Турнир не проводился     | Турнир не проводился     | Турнир не проводился | Турнир не проводился | Турнир не проводился   | Турнир не проводился   | Турнир не проводился   | Турнир не проводился     | Турнир не проводился     | Турнир не проводился     | Турнир не проводился     | Турнир не проводился     | Турнир не проводился     | Турнир не проводился     | Турнир не проводился     | Турнир не проводился     | Турнир не проводился     | Турнир не проводился     | Турнир не проводился     | Турнир не проводился     | 1R                     | Не проводился          | Не проводился          | Не проводился          | Не проводился          | Не проводился          | Не проводился          | Не проводился          | Не проводился          | Не проводился          | Не проводился          | Не проводился          | Не проводился          | Не проводился          | Не проводился          | Не проводился          | Не проводился          | Не проводился          | Не проводился          | Не проводился          | Не проводился          | Не проводился          | Не проводился          | Не проводился          | Не проводился          | Не проводился          | Не проводился          | Не проводился          | Не проводился          | Не проводился          | Не проводился          | Не проводился          | Не проводился          | Не проводился          | Не проводился          | Не проводился          | Не проводился        | Не проводился        | Не проводился        | Не проводился        | Не проводился |    |    |
| Gibraltar Open                     | Турнир не проводился     | Турнир не проводился     | Турнир не проводился     | Турнир не проводился     | Турнир не проводился     | Турнир не проводился     | Турнир не проводился     | Турнир не проводился     | Турнир не проводился     | Турнир не проводился     | Турнир не проводился | Турнир не проводился | Турнир не проводился   | Турнир не проводился   | Турнир не проводился   | Турнир не проводился     | Турнир не проводился     | Турнир не проводился     | Турнир не проводился     | Турнир не проводился     | Турнир не проводился     | Турнир не проводился     | Турнир не проводился     | —                        | —                        | —                        | —                        | —                        | WD                     | 1R                     | НП                     | НП                     | НП                     | НП                     | НП                     | НП                     | НП                     | НП                     | НП                     | НП                     | НП                     | НП                     | НП                     | НП                     | НП                     | НП                     | НП                     | НП                     | НП                     | НП                     | НП                     | НП                     | НП                     | НП                     | НП                     | НП                     | НП                     | НП                     | НП                     | НП                     | НП                     | НП                     | НП                     | НП                     | НП                   | НП                   | НП                   | НП                   | НП            | НП |    |
| WST Classic                        | Турнир не проводился     | Турнир не проводился     | Турнир не проводился     | Турнир не проводился     | Турнир не проводился     | Турнир не проводился     | Турнир не проводился     | Турнир не проводился     | Турнир не проводился     | Турнир не проводился     | Турнир не проводился | Турнир не проводился | Турнир не проводился   | Турнир не проводился   | Турнир не проводился   | Турнир не проводился     | Турнир не проводился     | Турнир не проводился     | Турнир не проводился     | Турнир не проводился     | Турнир не проводился     | Турнир не проводился     | Турнир не проводился     | Турнир не проводился     | Турнир не проводился     | Турнир не проводился     | Турнир не проводился     | Турнир не проводился     | Турнир не проводился   | Турнир не проводился   | 2R                     | НП                     | НП                     | НП                     | НП                     | НП                     | НП                     | НП                     | НП                     | НП                     | НП                     | НП                     | НП                     | НП                     | НП                     | НП                     | НП                     | НП                     | НП                     | НП                     | НП                     | НП                     | НП                     | НП                     | НП                     | НП                     | НП                     | НП                     | НП                     | НП                     | НП                     | НП                     | НП                     | НП                     | НП                   | НП                   | НП                   | НП                   | НП            | НП | НП |
| European Masters                   | QF                       | F                        | SF                       | 1R                       | 1R                       | НП                       | 1R                       | НП                       | НП                       | QF                       | W                    | QF                   | 2R                     | —                      | 1R                     | НР                       | Турнир не проводился     | Турнир не проводился     | Турнир не проводился     | Турнир не проводился     | Турнир не проводился     | Турнир не проводился     | Турнир не проводился     | Турнир не проводился     | F                        | —                        | —                        | —                        | 2R                     | F                      | —                      | —                      | НП                     |                        |                        |                        |                        |                        |                        |                        |                        |                        |                        |                        |                        |                        |                        |                        |                        |                        |                        |                        |                        |                        |                        |                        |                        |                        |                        |                        |                        |                        |                        |                        |                      |                      |                      |                      |               |    |    |
| Упразднённые нерейтинговые турниры |                          |                          |                          |                          |                          |                          |                          |                          |                          |                          |                      |                      |                        |                        |                        |                          |                          |                          |                          |                          |                          |                          |                          |                          |                          |                          |                          |                          |                        |                        |                        |                        |                        |                        |                        |                        |                        |                        |                        |                        |                        |                        |                        |                        |                        |                        |                        |                        |                        |                        |                        |                        |                        |                        |                        |                        |                        |                        |                        |                        |                        |                        |                        |                        |                      |                      |                      |                      |               |    |    |
| Extra Challenge                    | W                        | Турнир не проводился     | Турнир не проводился     | Турнир не проводился     | Турнир не проводился     | Турнир не проводился     | Турнир не проводился     | Турнир не проводился     | Турнир не проводился     | Турнир не проводился     | Турнир не проводился | Турнир не проводился | Турнир не проводился   | Турнир не проводился   | Турнир не проводился   | Турнир не проводился     | Турнир не проводился     | Турнир не проводился     | Турнир не проводился     | Турнир не проводился     | Турнир не проводился     | Турнир не проводился     | Турнир не проводился     | Турнир не проводился     | Турнир не проводился     | Турнир не проводился     | Турнир не проводился     | Турнир не проводился     | Турнир не проводился   | Турнир не проводился   | Турнир не проводился   | Турнир не проводился   | Турнир не проводился   | Турнир не проводился   | Турнир не проводился   | Турнир не проводился   | Турнир не проводился   | Турнир не проводился   | Турнир не проводился   | Турнир не проводился   | Турнир не проводился   |                        |                        |                        |                        |                        |                        |                        |                        |                        |                        |                        |                        |                        |                        |                        |                        |                        |                        |                        |                        |                        |                        |                        |                      |                      |                      |                      |               |    |    |
| Tenball                            | НП                       | НП                       | F                        | Турнир не проводился     | Турнир не проводился     | Турнир не проводился     | Турнир не проводился     | Турнир не проводился     | Турнир не проводился     | Турнир не проводился     | Турнир не проводился | Турнир не проводился | Турнир не проводился   | Турнир не проводился   | Турнир не проводился   | Турнир не проводился     | Турнир не проводился     | Турнир не проводился     | Турнир не проводился     | Турнир не проводился     | Турнир не проводился     | Турнир не проводился     | Турнир не проводился     | Турнир не проводился     | Турнир не проводился     | Турнир не проводился     | Турнир не проводился     | Турнир не проводился     | Турнир не проводился   | Турнир не проводился   | Турнир не проводился   | Турнир не проводился   | Турнир не проводился   | Турнир не проводился   | Турнир не проводился   | Турнир не проводился   | Турнир не проводился   | Турнир не проводился   | Турнир не проводился   | Турнир не проводился   | Турнир не проводился   | Турнир не проводился   | Турнир не проводился   |                        |                        |                        |                        |                        |                        |                        |                        |                        |                        |                        |                        |                        |                        |                        |                        |                        |                        |                        |                        |                        |                      |                      |                      |                      |               |    |    |
| Humo Masters                       | SF                       | НП                       | НП                       | —                        | Турнир не проводился     | Турнир не проводился     | Турнир не проводился     | Турнир не проводился     | Турнир не проводился     | Турнир не проводился     | Турнир не проводился | Турнир не проводился | Турнир не проводился   | Турнир не проводился   | Турнир не проводился   | Турнир не проводился     | Турнир не проводился     | Турнир не проводился     | Турнир не проводился     | Турнир не проводился     | Турнир не проводился     | Турнир не проводился     | Турнир не проводился     | Турнир не проводился     | Турнир не проводился     | Турнир не проводился     | Турнир не проводился     | Турнир не проводился     | Турнир не проводился   | Турнир не проводился   | Турнир не проводился   | Турнир не проводился   | Турнир не проводился   | Турнир не проводился   | Турнир не проводился   | Турнир не проводился   | Турнир не проводился   | Турнир не проводился   | Турнир не проводился   | Турнир не проводился   | Турнир не проводился   | Турнир не проводился   | Турнир не проводился   | Турнир не проводился   |                        |                        |                        |                        |                        |                        |                        |                        |                        |                        |                        |                        |                        |                        |                        |                        |                        |                        |                        |                        |                      |                      |                      |                      |               |    |    |
| Superstar International            | Турнир не проводился     | Турнир не проводился     | Турнир не проводился     | Турнир не проводился     | Турнир не проводился     | W                        | Турнир не проводился     | Турнир не проводился     | Турнир не проводился     | Турнир не проводился     | Турнир не проводился | Турнир не проводился | Турнир не проводился   | Турнир не проводился   | Турнир не проводился   | Турнир не проводился     | Турнир не проводился     | Турнир не проводился     | Турнир не проводился     | Турнир не проводился     | Турнир не проводился     | Турнир не проводился     | Турнир не проводился     | Турнир не проводился     | Турнир не проводился     | Турнир не проводился     | Турнир не проводился     | Турнир не проводился     | Турнир не проводился   | Турнир не проводился   | Турнир не проводился   | Турнир не проводился   | Турнир не проводился   | Турнир не проводился   | Турнир не проводился   | Турнир не проводился   | Турнир не проводился   | Турнир не проводился   | Турнир не проводился   | Турнир не проводился   | Турнир не проводился   | Турнир не проводился   | Турнир не проводился   | Турнир не проводился   | Турнир не проводился   | Турнир не проводился   |                        |                        |                        |                        |                        |                        |                        |                        |                        |                        |                        |                        |                        |                        |                        |                        |                        |                        |                      |                      |                      |                      |               |    |    |
| China International                | Турнир не проводился     | Турнир не проводился     | Турнир не проводился     | Турнир не проводился     | Турнир не проводился     | SF                       | Турнир был рейтинговым   | Турнир был рейтинговым   | Турнир был рейтинговым   | Турнир был рейтинговым   | НП                   | НП                   | Турнир был рейтинговым | Турнир был рейтинговым | Турнир был рейтинговым | Турнир был рейтинговым   | Турнир был рейтинговым   | Турнир был рейтинговым   | Турнир был рейтинговым   | Турнир был рейтинговым   | Турнир был рейтинговым   | Турнир был рейтинговым   | Турнир был рейтинговым   | Турнир был рейтинговым   | Турнир был рейтинговым   | Турнир был рейтинговым   | Турнир был рейтинговым   | Турнир не проводился     | Турнир не проводился   | Турнир не проводился   | Турнир не проводился   | Турнир не проводился   | Турнир не проводился   | Турнир не проводился   | Турнир не проводился   | Турнир не проводился   | Турнир не проводился   | Турнир не проводился   | Турнир не проводился   | Турнир не проводился   | Турнир не проводился   | Турнир не проводился   | Турнир не проводился   | Турнир не проводился   | Турнир не проводился   | Турнир не проводился   | Турнир не проводился   | Турнир не проводился   | Турнир не проводился   | Турнир не проводился   | Турнир не проводился   | Турнир не проводился   | Турнир не проводился   | Турнир не проводился   | Турнир не проводился   | Турнир не проводился   | Турнир не проводился   | Турнир не проводился   | Турнир не проводился   | Турнир не проводился   | Турнир не проводился   | Турнир не проводился   | Турнир не проводился   | Турнир не проводился   | Турнир не проводился | Турнир не проводился | Турнир не проводился |                      |               |    |    |
| Millennium Cup                     | Турнир не проводился     | Турнир не проводился     | Турнир не проводился     | Турнир не проводился     | Турнир не проводился     | Турнир не проводился     | Турнир не проводился     | F                        | Турнир не проводился     | Турнир не проводился     | Турнир не проводился | Турнир не проводился | Турнир не проводился   | Турнир не проводился   | Турнир не проводился   | Турнир не проводился     | Турнир не проводился     | Турнир не проводился     | Турнир не проводился     | Турнир не проводился     | Турнир не проводился     | Турнир не проводился     | Турнир не проводился     | Турнир не проводился     | Турнир не проводился     | Турнир не проводился     | Турнир не проводился     | Турнир не проводился     | Турнир не проводился   | Турнир не проводился   | Турнир не проводился   | Турнир не проводился   | Турнир не проводился   | Турнир не проводился   | Турнир не проводился   | Турнир не проводился   | Турнир не проводился   | Турнир не проводился   | Турнир не проводился   | Турнир не проводился   | Турнир не проводился   | Турнир не проводился   | Турнир не проводился   | Турнир не проводился   | Турнир не проводился   | Турнир не проводился   | Турнир не проводился   | Турнир не проводился   |                        |                        |                        |                        |                        |                        |                        |                        |                        |                        |                        |                        |                        |                        |                        |                        |                      |                      |                      |                      |               |    |    |
| Pontins Professional               | —                        | —                        | QF                       | —                        | —                        | —                        | —                        | —                        | Турнир не проводился     | Турнир не проводился     | Турнир не проводился | Турнир не проводился | Турнир не проводился   | Турнир не проводился   | Турнир не проводился   | Турнир не проводился     | Турнир не проводился     | Турнир не проводился     | Турнир не проводился     | Турнир не проводился     | Турнир не проводился     | Турнир не проводился     | Турнир не проводился     | Турнир не проводился     | Турнир не проводился     | Турнир не проводился     | Турнир не проводился     | Турнир не проводился     | Турнир не проводился   | Турнир не проводился   | Турнир не проводился   | Турнир не проводился   | Турнир не проводился   | Турнир не проводился   | Турнир не проводился   | Турнир не проводился   | Турнир не проводился   | Турнир не проводился   | Турнир не проводился   | Турнир не проводился   | Турнир не проводился   | Турнир не проводился   | Турнир не проводился   | Турнир не проводился   | Турнир не проводился   | Турнир не проводился   | Турнир не проводился   | Турнир не проводился   |                        |                        |                        |                        |                        |                        |                        |                        |                        |                        |                        |                        |                        |                        |                        |                        |                      |                      |                      |                      |               |    |    |
| Champions Cup                      | НП                       | НП                       | QF                       | W                        | F                        | F                        | F                        | SF                       | W                        | RR                       | Турнир не проводился | Турнир не проводился | Турнир не проводился   | Турнир не проводился   | Турнир не проводился   | Турнир не проводился     | Турнир не проводился     | Турнир не проводился     | Турнир не проводился     | Турнир не проводился     | Турнир не проводился     | Турнир не проводился     | Турнир не проводился     | Турнир не проводился     | Турнир не проводился     | Турнир не проводился     | Турнир не проводился     | Турнир не проводился     | Турнир не проводился   | Турнир не проводился   | Турнир не проводился   | Турнир не проводился   | Турнир не проводился   | Турнир не проводился   | Турнир не проводился   | Турнир не проводился   | Турнир не проводился   | Турнир не проводился   | Турнир не проводился   | Турнир не проводился   | Турнир не проводился   | Турнир не проводился   | Турнир не проводился   | Турнир не проводился   | Турнир не проводился   | Турнир не проводился   | Турнир не проводился   | Турнир не проводился   | Турнир не проводился   | Турнир не проводился   |                        |                        |                        |                        |                        |                        |                        |                        |                        |                        |                        |                        |                        |                        |                      |                      |                      |                      |               |    |    |
| Scottish Masters                   | —                        | —                        | SF                       | SF                       | QF                       | QF                       | W                        | QF                       | W                        | F                        | W                    | Турнир не проводился | Турнир не проводился   | Турнир не проводился   | Турнир не проводился   | Турнир не проводился     | Турнир не проводился     | Турнир не проводился     | Турнир не проводился     | Турнир не проводился     | Турнир не проводился     | Турнир не проводился     | Турнир не проводился     | Турнир не проводился     | Турнир не проводился     | Турнир не проводился     | Турнир не проводился     | Турнир не проводился     | Турнир не проводился   | Турнир не проводился   | Турнир не проводился   | Турнир не проводился   | Турнир не проводился   | Турнир не проводился   | Турнир не проводился   | Турнир не проводился   | Турнир не проводился   | Турнир не проводился   | Турнир не проводился   | Турнир не проводился   | Турнир не проводился   | Турнир не проводился   | Турнир не проводился   | Турнир не проводился   | Турнир не проводился   | Турнир не проводился   | Турнир не проводился   | Турнир не проводился   | Турнир не проводился   | Турнир не проводился   | Турнир не проводился   |                        |                        |                        |                        |                        |                        |                        |                        |                        |                        |                        |                        |                        |                      |                      |                      |                      |               |    |    |
| Nothern Ireland Trophy             | Турнир не проводился     | Турнир не проводился     | Турнир не проводился     | Турнир не проводился     | Турнир не проводился     | Турнир не проводился     | Турнир не проводился     | Турнир не проводился     | Турнир не проводился     | Турнир не проводился     | Турнир не проводился | Турнир не проводился | Турнир не проводился   | 1R                     | Рейтинговый            | Рейтинговый              | Рейтинговый              | Турнир не проводился     | Турнир не проводился     | Турнир не проводился     | Турнир не проводился     | Турнир не проводился     | Турнир не проводился     | Турнир не проводился     | Турнир не проводился     | Турнир не проводился     | Турнир не проводился     | Турнир не проводился     | Турнир не проводился   | Турнир не проводился   | Турнир не проводился   | Турнир не проводился   | Турнир не проводился   | Турнир не проводился   | Турнир не проводился   | Турнир не проводился   | Турнир не проводился   | Турнир не проводился   | Турнир не проводился   | Турнир не проводился   | Турнир не проводился   | Турнир не проводился   | Турнир не проводился   | Турнир не проводился   | Турнир не проводился   | Турнир не проводился   | Турнир не проводился   | Турнир не проводился   | Турнир не проводился   | Турнир не проводился   | Турнир не проводился   | Турнир не проводился   | Турнир не проводился   | Турнир не проводился   | Турнир не проводился   | Турнир не проводился   | Турнир не проводился   |                        |                        |                        |                        |                        |                        |                        |                      |                      |                      |                      |               |    |    |
| Irish Masters                      | —                        | QF                       | 1R                       | QF                       | SF                       | DQ                       | QF                       | SF                       | W                        | QF                       | Рейтинговый          | Рейтинговый          | Рейтинговый            | НП                     | W                      | Турнир не проводился     | Турнир не проводился     | Турнир не проводился     | Турнир не проводился     | Турнир не проводился     | Турнир не проводился     | Турнир не проводился     | Турнир не проводился     | Турнир не проводился     | Турнир не проводился     | Турнир не проводился     | Турнир не проводился     | Турнир не проводился     | Турнир не проводился   | Турнир не проводился   | Турнир не проводился   | Турнир не проводился   | Турнир не проводился   | Турнир не проводился   | Турнир не проводился   | Турнир не проводился   | Турнир не проводился   | Турнир не проводился   | Турнир не проводился   | Турнир не проводился   | Турнир не проводился   | Турнир не проводился   | Турнир не проводился   | Турнир не проводился   | Турнир не проводился   | Турнир не проводился   | Турнир не проводился   | Турнир не проводился   | Турнир не проводился   | Турнир не проводился   | Турнир не проводился   | Турнир не проводился   | Турнир не проводился   | Турнир не проводился   | Турнир не проводился   |                        |                        |                        |                        |                        |                        |                        |                        |                        |                      |                      |                      |                      |               |    |    |
| Euro-Asia Masters Challenge        | Турнир не проводился     | Турнир не проводился     | Турнир не проводился     | Турнир не проводился     | Турнир не проводился     | Турнир не проводился     | Турнир не проводился     | Турнир не проводился     | Турнир не проводился     | Турнир не проводился     | Турнир не проводился | —                    | Не проводился          | Не проводился          | Не проводился          | RR                       | Турнир не проводился     | Турнир не проводился     | Турнир не проводился     | Турнир не проводился     | Турнир не проводился     | Турнир не проводился     | Турнир не проводился     | Турнир не проводился     | Турнир не проводился     | Турнир не проводился     | Турнир не проводился     | Турнир не проводился     | Турнир не проводился   | Турнир не проводился   | Турнир не проводился   | Турнир не проводился   | Турнир не проводился   | Турнир не проводился   | Турнир не проводился   | Турнир не проводился   | Турнир не проводился   | Турнир не проводился   | Турнир не проводился   | Турнир не проводился   | Турнир не проводился   | Турнир не проводился   | Турнир не проводился   | Турнир не проводился   | Турнир не проводился   | Турнир не проводился   | Турнир не проводился   | Турнир не проводился   | Турнир не проводился   | Турнир не проводился   | Турнир не проводился   | Турнир не проводился   | Турнир не проводился   | Турнир не проводился   | Турнир не проводился   | Турнир не проводился   |                        |                        |                        |                        |                        |                        |                        |                        |                      |                      |                      |                      |               |    |    |
| Pot Black Cup                      | QF                       | —                        | Турнир не проводился     | Турнир не проводился     | Турнир не проводился     | Турнир не проводился     | Турнир не проводился     | Турнир не проводился     | Турнир не проводился     | Турнир не проводился     | Турнир не проводился | Турнир не проводился | Турнир не проводился   | QF                     | —                      | —                        | Турнир не проводился     | Турнир не проводился     | Турнир не проводился     | Турнир не проводился     | Турнир не проводился     | Турнир не проводился     | Турнир не проводился     | Турнир не проводился     | Турнир не проводился     | Турнир не проводился     | Турнир не проводился     | Турнир не проводился     | Турнир не проводился   | Турнир не проводился   | Турнир не проводился   | Турнир не проводился   | Турнир не проводился   | Турнир не проводился   | Турнир не проводился   | Турнир не проводился   | Турнир не проводился   | Турнир не проводился   | Турнир не проводился   | Турнир не проводился   | Турнир не проводился   | Турнир не проводился   | Турнир не проводился   | Турнир не проводился   | Турнир не проводился   | Турнир не проводился   | Турнир не проводился   | Турнир не проводился   | Турнир не проводился   | Турнир не проводился   | Турнир не проводился   | Турнир не проводился   | Турнир не проводился   | Турнир не проводился   | Турнир не проводился   | Турнир не проводился   |                        |                        |                        |                        |                        |                        |                        |                        |                      |                      |                      |                      |               |    |    |
| Benson & Hedges Championship       | МР                       | W                        | —                        | —                        | —                        | —                        | —                        | —                        | —                        | —                        | —                    | —                    | —                      | НП                     | —                      | —                        | —                        | —                        | Турнир не проводился     | Турнир не проводился     | Турнир не проводился     | Турнир не проводился     | Турнир не проводился     | Турнир не проводился     | Турнир не проводился     | Турнир не проводился     | Турнир не проводился     | Турнир не проводился     | Турнир не проводился   | Турнир не проводился   | Турнир не проводился   | Турнир не проводился   | Турнир не проводился   | Турнир не проводился   | Турнир не проводился   | Турнир не проводился   | Турнир не проводился   | Турнир не проводился   | Турнир не проводился   | Турнир не проводился   | Турнир не проводился   | Турнир не проводился   | Турнир не проводился   | Турнир не проводился   | Турнир не проводился   | Турнир не проводился   | Турнир не проводился   | Турнир не проводился   | Турнир не проводился   | Турнир не проводился   | Турнир не проводился   | Турнир не проводился   | Турнир не проводился   | Турнир не проводился   | Турнир не проводился   | Турнир не проводился   | Турнир не проводился   | Турнир не проводился   |                        |                        |                        |                        |                        |                        |                      |                      |                      |                      |               |    |    |
| Премьер-лига                       | RR                       | RR                       | RR                       | RR                       | W                        | RR                       | SF                       | SF                       | W                        | W                        | SF                   | —                    | W                      | W                      | W                      | W                        | W                        | F                        | W                        | W                        | —                        | Турнир не проводился     | Турнир не проводился     | Турнир не проводился     | Турнир не проводился     | Турнир не проводился     | Турнир не проводился     | Турнир не проводился     | Турнир не проводился   | Турнир не проводился   | Турнир не проводился   | Турнир не проводился   | Турнир не проводился   | Турнир не проводился   | Турнир не проводился   | Турнир не проводился   | Турнир не проводился   | Турнир не проводился   | Турнир не проводился   | Турнир не проводился   | Турнир не проводился   | Турнир не проводился   | Турнир не проводился   | Турнир не проводился   | Турнир не проводился   | Турнир не проводился   | Турнир не проводился   | Турнир не проводился   | Турнир не проводился   | Турнир не проводился   | Турнир не проводился   | Турнир не проводился   | Турнир не проводился   | Турнир не проводился   | Турнир не проводился   | Турнир не проводился   | Турнир не проводился   | Турнир не проводился   | Турнир не проводился   | Турнир не проводился   | Турнир не проводился   |                        |                        |                        |                      |                      |                      |                      |               |    |    |
| World Grand Prix                   | Турнир не проводился     | Турнир не проводился     | Турнир не проводился     | Турнир не проводился     | Турнир не проводился     | Турнир не проводился     | Турнир не проводился     | Турнир не проводился     | Турнир не проводился     | Турнир не проводился     | Турнир не проводился | Турнир не проводился | Турнир не проводился   | Турнир не проводился   | Турнир не проводился   | Турнир не проводился     | Турнир не проводился     | Турнир не проводился     | Турнир не проводился     | Турнир не проводился     | Турнир не проводился     | Турнир не проводился     | F                        | Турнир был рейтинговым   | Турнир был рейтинговым   | Турнир был рейтинговым   | Турнир был рейтинговым   | Турнир был рейтинговым   | Турнир был рейтинговым | Турнир был рейтинговым | Турнир был рейтинговым | Турнир был рейтинговым | Турнир был рейтинговым | Турнир был рейтинговым | Турнир был рейтинговым | Турнир был рейтинговым | Турнир был рейтинговым | Турнир был рейтинговым | Турнир был рейтинговым | Турнир был рейтинговым | Турнир был рейтинговым | Турнир был рейтинговым | Турнир был рейтинговым | Турнир был рейтинговым | Турнир был рейтинговым | Турнир был рейтинговым | Турнир был рейтинговым | Турнир был рейтинговым | Турнир был рейтинговым | Турнир был рейтинговым | Турнир был рейтинговым | Турнир был рейтинговым | Турнир был рейтинговым | Турнир был рейтинговым | Турнир был рейтинговым | Турнир был рейтинговым | Турнир был рейтинговым | Турнир был рейтинговым | Турнир был рейтинговым | Турнир был рейтинговым | Турнир был рейтинговым | Турнир был рейтинговым | Турнир был рейтинговым |                        |                      |                      |                      |                      |               |    |    |
| Hong Kong Masters                  | Турнир не проводился     | Турнир не проводился     | Турнир не проводился     | Турнир не проводился     | Турнир не проводился     | Турнир не проводился     | Турнир не проводился     | Турнир не проводился     | Турнир не проводился     | Турнир не проводился     | Турнир не проводился | Турнир не проводился | Турнир не проводился   | Турнир не проводился   | Турнир не проводился   | Турнир не проводился     | Турнир не проводился     | Турнир не проводился     | Турнир не проводился     | Турнир не проводился     | Турнир не проводился     | Турнир не проводился     | Турнир не проводился     | Турнир не проводился     | Турнир не проводился     | F                        | Турнир не проводился     | Турнир не проводился     | Турнир не проводился   | Турнир не проводился   | W                      | НП                     | НП                     | НП                     | НП                     | НП                     | НП                     | НП                     | НП                     | НП                     | НП                     | НП                     | НП                     | НП                     | НП                     | НП                     | НП                     | НП                     | НП                     | НП                     | НП                     | НП                     | НП                     | НП                     | НП                     | НП                     | НП                     | НП                     | НП                     | НП                     | НП                     | НП                     | НП                     | НП                     | НП                   | НП                   | НП                   | НП                   | НП            | НП | НП |
| Shoot Out                          | Турнир не проводился     | Турнир не проводился     | Турнир не проводился     | Турнир не проводился     | Турнир не проводился     | Турнир не проводился     | Турнир не проводился     | Турнир не проводился     | Турнир не проводился     | Турнир не проводился     | Турнир не проводился | Турнир не проводился | Турнир не проводился   | Турнир не проводился   | Турнир не проводился   | Турнир не проводился     | Турнир не проводился     | Турнир не проводился     | SF                       | —                        | —                        | —                        | 2R                       | —                        | Турнир был рейтинговым   | Турнир был рейтинговым   | Турнир был рейтинговым   | Турнир был рейтинговым   | Турнир был рейтинговым | Турнир был рейтинговым | Турнир был рейтинговым | Турнир был рейтинговым | Турнир был рейтинговым | Турнир был рейтинговым | Турнир был рейтинговым | Турнир был рейтинговым | Турнир был рейтинговым | Турнир был рейтинговым | Турнир был рейтинговым | Турнир был рейтинговым | Турнир был рейтинговым | Турнир был рейтинговым | Турнир был рейтинговым | Турнир был рейтинговым | Турнир был рейтинговым | Турнир был рейтинговым | Турнир был рейтинговым | Турнир был рейтинговым | Турнир был рейтинговым | Турнир был рейтинговым | Турнир был рейтинговым | Турнир был рейтинговым | Турнир был рейтинговым | Турнир был рейтинговым | Турнир был рейтинговым | Турнир был рейтинговым | Турнир был рейтинговым | Турнир был рейтинговым | Турнир был рейтинговым | Турнир был рейтинговым | Турнир был рейтинговым | Турнир был рейтинговым | Турнир был рейтинговым | Турнир был рейтинговым |                      |                      |                      |                      |               |    |    |
| Six-red World Championship         | Турнир не проводился     | Турнир не проводился     | Турнир не проводился     | Турнир не проводился     | Турнир не проводился     | Турнир не проводился     | Турнир не проводился     | Турнир не проводился     | Турнир не проводился     | Турнир не проводился     | Турнир не проводился | Турнир не проводился | Турнир не проводился   | Турнир не проводился   | Турнир не проводился   | Турнир не проводился     | —                        | —                        | —                        | НП                       | —                        | —                        | —                        | —                        | —                        | —                        | —                        | —                        | НП                     | НП                     | 2R                     | НП                     | НП                     | НП                     | НП                     | НП                     | НП                     | НП                     | НП                     | НП                     | НП                     | НП                     | НП                     | НП                     | НП                     | НП                     | НП                     | НП                     | НП                     | НП                     | НП                     | НП                     | НП                     | НП                     | НП                     | НП                     | НП                     | НП                     | НП                     | НП                     | НП                     | НП                     | НП                     | НП                     | НП                   | НП                   | НП                   | НП                   | НП            | НП | НП |
| Power Snooker                      | Турнир не проводился     | Турнир не проводился     | Турнир не проводился     | Турнир не проводился     | Турнир не проводился     | Турнир не проводился     | Турнир не проводился     | Турнир не проводился     | Турнир не проводился     | Турнир не проводился     | Турнир не проводился | Турнир не проводился | Турнир не проводился   | Турнир не проводился   | Турнир не проводился   | Турнир не проводился     | Турнир не проводился     | Турнир не проводился     | W                        | F                        | Турнир не проводился     | Турнир не проводился     | Турнир не проводился     | Турнир не проводился     | Турнир не проводился     | Турнир не проводился     | Турнир не проводился     | Турнир не проводился     | Турнир не проводился   | Турнир не проводился   | Турнир не проводился   | Турнир не проводился   | Турнир не проводился   | Турнир не проводился   | Турнир не проводился   | Турнир не проводился   | Турнир не проводился   | Турнир не проводился   | Турнир не проводился   | Турнир не проводился   | Турнир не проводился   | Турнир не проводился   | Турнир не проводился   | Турнир не проводился   | Турнир не проводился   | Турнир не проводился   | Турнир не проводился   | Турнир не проводился   | Турнир не проводился   | Турнир не проводился   | Турнир не проводился   | Турнир не проводился   | Турнир не проводился   | Турнир не проводился   | Турнир не проводился   | Турнир не проводился   | Турнир не проводился   | Турнир не проводился   | Турнир не проводился   | Турнир не проводился   |                        |                        |                        |                        |                      |                      |                      |                      |               |    |    |
| Pink Ribbon (Pro-Am)               | Турнир не проводился     | Турнир не проводился     | Турнир не проводился     | Турнир не проводился     | Турнир не проводился     | Турнир не проводился     | Турнир не проводился     | Турнир не проводился     | Турнир не проводился     | Турнир не проводился     | Турнир не проводился | Турнир не проводился | Турнир не проводился   | Турнир не проводился   | Турнир не проводился   | Турнир не проводился     | Турнир не проводился     | Турнир не проводился     | —                        | —                        | —                        | —                        | —                        | W                        | —                        | —                        | —                        | —                        | Турнир не проводился   | Турнир не проводился   | Турнир не проводился   | Турнир не проводился   | Турнир не проводился   | Турнир не проводился   | Турнир не проводился   | Турнир не проводился   | Турнир не проводился   | Турнир не проводился   | Турнир не проводился   | Турнир не проводился   | Турнир не проводился   | Турнир не проводился   | Турнир не проводился   | Турнир не проводился   | Турнир не проводился   | Турнир не проводился   | Турнир не проводился   | Турнир не проводился   | Турнир не проводился   | Турнир не проводился   | Турнир не проводился   | Турнир не проводился   | Турнир не проводился   | Турнир не проводился   | Турнир не проводился   | Турнир не проводился   | Турнир не проводился   | Турнир не проводился   | Турнир не проводился   | Турнир не проводился   | Турнир не проводился   | Турнир не проводился   | Турнир не проводился   | Турнир не проводился   | Турнир не проводился | Турнир не проводился | Турнир не проводился | Турнир не проводился |               |    |    |

| Низкорейтинговые турниры | 2010/ 2011 | 2011/ 2012 | 2012/ 2013 | 2013/ 2014 | 2014/ 2015 | 2015/ 2016 |
| ------------------------ | ---------- | ---------- | ---------- | ---------- | ---------- | ---------- |
| Asian PTC 1              |            |            | —          | —          | —          | —          |
| Asian PTC 2              |            |            | —          | —          | —          |            |
| Asian PTC 3              |            |            | —          | —          | —          |            |
| Asian PTC 4              |            |            |            | —          |            |            |
| Euro PTC 1               | —          |            | —          | SF         | —          | —          |
| Euro PTC 2               | —          |            | —          | —          | 4R         | —          |
| Euro PTC 3               | —          |            | —          | 3R         | —          | —          |
| Euro PTC 4               | —          |            | —          | W          | —          | —          |
| Euro PTC 5               | —          |            | —          | 2R         | —          | —          |
| Euro PTC 6               | —          |            | —          | 3R         | —          | —          |
| Euro PTC 7               |            |            |            | F          |            |            |
| Euro PTC 8               |            |            |            | —          |            |            |
| PTC 1                    | QF         | W          |            |            |            |            |
| PTC 2                    | —          | QF         |            |            |            |            |
| PTC 3                    | —          | 2R         |            |            |            |            |
| PTC 4                    | F          | SF         |            |            |            |            |
| PTC 5                    | —          | 2R         |            |            |            |            |
| PTC 6                    | —          | —          |            |            |            |            |
| PTC 7                    |            | W          |            |            |            |            |
| PTC 8                    |            | 2R         |            |            |            |            |
| PTC 9                    |            | F          |            |            |            |            |
| PTC 10                   |            | 1R         |            |            |            |            |
| PTC 11                   |            | —          |            |            |            |            |
| PTC 12                   |            | —          |            |            |            |            |
| UK PTC 1                 |            |            | —          |            |            |            |
| UK PTC 2                 |            |            | —          |            |            |            |
| UK PTC 3                 |            |            | 1R         |            |            |            |
| UK PTC 4                 |            |            | —          |            |            |            |

Обозначения:
- — = Не участвовал в турнире
- WD = Снялся
- LQ = Выбыл в квалификационном раунде (не попал в основную стадию)
- W = Победитель
- F = Финалист
- SF = Полуфинал
- QF = Четвертьфинал
- xR = Выбыл в раунде x
- DQ = Дисквалифицирован
- НП = Турнир не проводился
- НР = Турнир был нерейтинговым
- МР = Турнир был низкорейтинговым

* О’Салливан отказался продолжать матч. 
** Неявка по причине травмы, поэтому были начислены рейтинговые очки.

### Все победы
87 побед за карьеру.
| Обозначения                       |
| Чемпионат мира (7)                |
| Чемпионат Великобритании (8)      |
| Другие рейтинговые турниры (26)   |
| Низкорейтинговые турниры (3)      |
| Мастерс (8)                       |
| Другие нерейтинговые турниры (32) |
| Командные турниры (3)             |

| No. | Год  | Турнир                                                  | Соперник       | Счёт    |
| 1   | 1993 | Nescafe Extra Challenge                                 | Джеймс Уоттана | *       |
| 2   | 1993 | Чемпионат Великобритании                                | Стивен Хендри  | 10:6    |
| 3   | 1993 | Benson & Hedges Championship                            | Джон Ларднер   | 9:6     |
| 4   | 1993 | Scottish Masters Challenge                              | Джон Хиггинс   | 6:5     |
| 5   | 1994 | British Open                                            | Джеймс Уоттана | 9:4     |
| 6   | 1995 | Мастерс                                                 | Джон Хиггинс   | 9:3     |
| 7   | 1996 | Charity Challenge                                       | Джон Хиггинс   | 9:6     |
| 8   | 1996 | Asian Classic                                           | Брайан Морган  | 9:8     |
| 9   | 1996 | German Open                                             | Ален Робиду    | 9:7     |
| 10  | 1997 | Премьер-лига                                            | Стивен Хендри  | 10:8    |
| 11  | 1997 | Superstars International                                | Джимми Уайт    | 5:3     |
| 12  | 1997 | Чемпионат Великобритании                                | Стивен Хендри  | 10:6    |
| 13  | 1998 | Scottish Open                                           | Джон Хиггинс   | 9:5     |
| 14  | 1998 | Scottish Masters                                        | Джон Хиггинс   | 9:7     |
| 15  | 1999 | China International (China Open)                        | Стивен Ли      | 9:2     |
| 16  | 2000 | Nation’s Cup** с командой Англии                        | команда Уэльса | 6:4     |
| 17  | 2000 | Scottish Open                                           | Марк Уильямс   | 9:1     |
| 18  | 2000 | Champions Cup                                           | Марк Уильямс   | 7:5     |
| 19  | 2000 | Scottish Masters                                        | Стивен Хендри  | 9:6     |
| 20  | 2000 | China International (China Open)                        | Марк Уильямс   | 9:5     |
| 21  | 2001 | Irish Masters                                           | Стивен Хендри  | 9:8     |
| 22  | 2001 | Премьер-лига                                            | Стивен Хендри  | 9:7     |
| 23  | 2001 | Чемпионат мира                                          | Джон Хиггинс   | 18:14   |
| 24  | 2001 | Чемпионат Великобритании                                | Кен Доэрти     | 10:1    |
| 25  | 2002 | Премьер-лига                                            | Джон Хиггинс   | 9:4     |
| 26  | 2002 | Scottish Masters                                        | Джон Хиггинс   | 9:4     |
| 27  | 2003 | European Open                                           | Стивен Хендри  | 9:6     |
| 28  | 2003 | Irish Masters                                           | Джон Хиггинс   | 10:9    |
| 29  | 2004 | Открытый чемпионат Уэльса                               | Стив Дэвис     | 9:8     |
| 30  | 2004 | Чемпионат мира                                          | Грэм Дотт      | 18:8    |
| 31  | 2004 | Totesport Grand Prix                                    | Иан Маккалох   | 9:5     |
| 32  | 2005 | Мастерс                                                 | Джон Хиггинс   | 10:3    |
| 33  | 2005 | Открытый чемпионат Уэльса                               | Стивен Хендри  | 9:8     |
| 34  | 2005 | Irish Masters                                           | Мэттью Стивенс | 10:8    |
| 35  | 2005 | Премьер-лига                                            | Марк Уильямс   | 6:0     |
| 36  | 2005 | Премьер-лига                                            | Стивен Хендри  | 6:0     |
| 37  | 2006 | Премьер-лига                                            | Джимми Уайт    | 7:0     |
| 38  | 2007 | Мастерс                                                 | Дин Цзюньхуэй  | 10:3    |
| 39  | 2007 | Irish Masters**                                         | Барри Хокинс   | 9:1     |
| 40  | 2007 | Euro-Asia Snooker Masters Challenge** с командой Европы | команда Азии   | 5:3     |
| 41  | 2007 | Премьер-лига                                            | Джон Хиггинс   | 7:4     |
| 42  | 2007 | Чемпионат Великобритании                                | Стивен Магуайр | 10:2    |
| 43  | 2008 | Чемпионат мира                                          | Алистер Картер | 18:8    |
| 44  | 2008 | Трофей Северной Ирландии                                | Дэйв Харольд   | 9:3     |
| 45  | 2008 | Hamm Invitational Trophy**                              | Барри Хокинс   | 6:2     |
| 46  | 2008 | Премьер-лига                                            | Марк Селби     | 7:2     |
| 47  | 2009 | Мастерс                                                 | Марк Селби     | 10:8    |
| 48  | 2009 | Шанхай Мастерс                                          | Лян Вэньбо     | 10:5    |
| 49  | 2010 | Power Snooker**                                         | Дин Цзюньхуэй  | 572:258 |
| 50  | 2010 | Премьер-лига                                            | Шон Мёрфи      | 7:1     |
| 51  | 2011 | Players Tour Championship                               | Джо Перри      | 4:0     |
| 52  | 2011 | Players Tour Championship                               | Мэттью Стивенс | 4:2     |
| 53  | 2011 | Премьер-лига                                            | Дин Цзюньхуэй  | 7:1     |
| 54  | 2012 | German Masters                                          | Стивен Магуайр | 9:7     |
| 55  | 2012 | Чемпионат мира                                          | Алистер Картер | 18:11   |
| 56  | 2013 | Чемпионат мира                                          | Барри Хокинс   | 18:12   |
| 57  | 2013 | Paul Hunter Classic                                     | Джерард Грин   | 4:0     |
| 58  | 2013 | Champion of Champions                                   | Стюарт Бинэм   | 10:8    |
| 59  | 2014 | Мастерс                                                 | Марк Селби     | 10:4    |
| 60  | 2014 | Открытый чемпионат Уэльса                               | Дин Цзюньхуэй  | 9:3     |
| 61  | 2014 | Champion of Champions                                   | Джадд Трамп    | 10:7    |
| 62  | 2014 | Чемпионат Великобритании                                | Джадд Трамп    | 10:9    |
| 63  | 2016 | Мастерс                                                 | Барри Хокинс   | 10:1    |
| 64  | 2016 | Открытый чемпионат Уэльса                               | Нил Робертсон  | 9:5     |
| 65  | 2017 | Мастерс                                                 | Джо Перри      | 10:7    |
| 66  | 2017 | CVB Snooker Challenge**, с командой Великобритании      | Команда Китая  | 26:9    |
| 67  | 2017 | English Open                                            | Кайрен Уилсон  | 9:2     |
| 68  | 2017 | Шанхай Мастерс                                          | Джадд Трамп    | 10:3    |
| 69  | 2017 | Чемпионат Великобритании                                | Шон Мёрфи      | 10:5    |
| 70  | 2018 | World Grand Prix                                        | Дин Цзюньхуэй  | 10:3    |
| 71  | 2018 | Players Championship                                    | Шон Мёрфи      | 10:4    |
| 72  | 2018 | Шанхай Мастерс                                          | Барри Хокинс   | 11:9    |
| 73  | 2018 | Champion of Champions                                   | Кайрен Уилсон  | 10:9    |
| 74  | 2018 | Чемпионат Великобритании                                | Марк Аллен     | 10:6    |
| 75  | 2019 | Players Championship                                    | Нил Робертсон  | 10:4    |
| 76  | 2019 | Tour Championship                                       | Нил Робертсон  | 13:11   |
| 77  | 2019 | Шанхай Мастерс                                          | Шон Мёрфи      | 11:9    |
| 78  | 2020 | Чемпионат мира                                          | Кайрен Уилсон  | 18:8    |
| 79  | 2021 | World Grand Prix                                        | Нил Робертсон  | 10:8    |
| 80  | 2022 | Чемпионат мира                                          | Джадд Трамп    | 18:13   |
| 81  | 2022 | Hong Kong Masters                                       | Марко Фу       | 6:4     |
| 82  | 2022 | Champion of Champions                                   | Джадд Трамп    | 10:6    |
| 83  | 2023 | Шанхай Мастерс                                          | Люка Бресель   | 11:9    |
| 84  | 2023 | Чемпионат Великобритании                                | Дин Цзюньхуэй  | 10:7    |
| 85  | 2024 | Мастерс                                                 | Алистер Картер | 10:7    |
| 86  | 2024 | World Grand Prix                                        | Джадд Трамп    | 10:7    |
| 87  | 2024 | World Masters of Snooker                                | Люка Бресель   | 5:2     |

* Ронни О’Салливан одержал победу на турнире (при равенстве по очкам с Джеймсом Уоттаной) за счёт большего количества выигранных фреймов. Турнир проходил по круговой системе.
** информация о турнирах не отражена в официальной личной статистике и статистике ресурса www.cuetracker.net

### Поражения в финалах
| Результат          | №   | Год  | Турнир                    | Соперник по финалу | Счёт    |
| ------------------ | --- | ---- | ------------------------- | ------------------ | ------- |
| Финалист           | 1.  | 1993 | European Open             | Стивен Хендри      | 5-9     |
| Финалист           | 2.  | 1995 | Thailand Open             | Джеймс Уоттана     | 6-9     |
| Финалист           | 3.  | 1995 | British Open              | Джон Хиггинс       | 6-9     |
| Финалист           | 4.  | 1996 | Мастерс                   | Стивен Хендри      | 5-10    |
| Финалист           | 5.  | 1997 | Charity Challenge         | Стивен Хендри      | 8-9     |
| Финалист           | 6.  | 1997 | Мастерс                   | Стив Дэвис         | 8-10    |
| Финалист           | 7.  | 1998 | Charity Challenge         | Джон Хиггинс       | 8-9     |
| Дисквалифицирован* | 8.  | 1998 | Irish Masters             | Кен Доэрти         | 9-3*    |
| Финалист           | 9.  | 1999 | Charity Challenge         | Джон Хиггинс       | 4-9     |
| Финалист           | 10. | 1999 | Millenium Cup             | Стивен Ли          | 2-7     |
| Финалист           | 11. | 2000 | Grand Prix                | Марк Уильямс       | 5-9     |
| Финалист           | 12. | 2001 | Scottish Masters          | Джон Хиггинс       | 6-9     |
| Финалист           | 13. | 2003 | British Open              | Стивен Хендри      | 6-9     |
| Финалист           | 14. | 2004 | Мастерс                   | Пол Хантер         | 9-10    |
| Финалист           | 15. | 2005 | Grand Prix                | Джон Хиггинс       | 2-9     |
| Финалист           | 16. | 2006 | Мастерс                   | Джон Хиггинс       | 9-10    |
| Финалист           | 17. | 2006 | NIT                       | Дин Цзюньхуэй      | 6-9     |
| Финалист           | 18. | 2007 | Grand Prix                | Марко Фу           | 6-9     |
| Финалист           | 19. | 2008 | Welsh Open                | Марк Селби         | 8-9     |
| Финалист           | 20. | 2008 | Шанхай Мастерс            | Рики Уолден        | 8-10    |
| Финалист           | 21. | 2009 | Премьер лига              | Шон Мёрфи          | 3-7     |
| Финалист           | 22. | 2010 | Мастерс                   | Марк Селби         | 9-10    |
| Финалист           | 23. | 2010 | PTC 4                     | Барри Пинчес       | 3-4     |
| Финалист           | 24. | 2010 | World Open                | Нил Робертсон      | 1-5     |
| Финалист           | 25. | 2011 | PTC 9                     | Джадд Трамп        | 3-4     |
| Финалист           | 26. | 2011 | Power Snooker             | Мартин Гоулд       | 258-286 |
| Финалист           | 27. | 2013 | Euro PTC 7                | Марк Селби         | 3-4     |
| Финалист           | 28. | 2014 | Чемпионат мира            | Марк Селби         | 14-18   |
| Финалист           | 29. | 2015 | World Grand Prix          | Джадд Трамп        | 7-10    |
| Финалист           | 30. | 2016 | Championship League       | Джадд Трамп        | 2-3     |
| Финалист           | 31. | 2016 | European Masters          | Джадд Трамп        | 8-9     |
| Финалист           | 32. | 2016 | Champion of Champions     | Джон Хиггинс       | 7-10    |
| Финалист           | 33. | 2016 | Чемпионат Великобритании  | Марк Селби         | 7-10    |
| Финалист           | 34. | 2017 | Hong Kong Masters         | Нил Робертсон      | 3-6     |
| Финалист           | 35. | 2017 | Champion of Champions     | Шон Мёрфи          | 8-10    |
| Финалист           | 36. | 2018 | Nothern Ireland Open      | Джадд Трамп        | 7-9     |
| Финалист           | 37. | 2019 | Мастерс                   | Джадд Трамп        | 4-10    |
| Финалист           | 38. | 2019 | Nothern Ireland Open      | Джадд Трамп        | 7-9     |
| Финалист           | 39. | 2020 | Nothern Ireland Open      | Джадд Трамп        | 7-9     |
| Финалист           | 40. | 2020 | Scotish Open              | Марк Селби         | 3-9     |
| Финалист           | 41. | 2021 | Welsh Open                | Джордан Браун      | 8-9     |
| Финалист           | 42. | 2021 | Players Tour Championship | Джон Хиггинс       | 3-10    |
| Финалист           | 43. | 2021 | Tour Championship         | Нил Робертсон      | 4-10    |
| Финалист           | 44. | 2022 | European Masters          | Фань Чжэнъи        | 9-10    |
| Финалист           | 45. | 2024 | Tour Championship         | Марк Уильямс       | 5-10    |

* О’Салливан был дисквалифицирован, однако статус финалиста и результаты встреч не были оспорены, несмотря на то, что титул официально был присуждён Доэрти. В статистике сайта cuetracker.net результаты матчей турнира отражены неизменно.

## Места в мировом рейтинге
| Сезон   | Место |
| ------- | ----- |
| 1992/93 | Дебют |
| 1993/94 | 57    |
| 1994/95 | 9     |
| 1995/96 | 3     |
| 1996/97 | 8     |
| 1997/98 | 7     |
| 1998/99 | 3     |
| 1999/00 | 4     |
| 2000/01 | 4     |
| 2001/02 | 2     |
| 2002/03 | 1     |
| 2003/04 | 3     |
| 2004/05 | 1     |
| 2005/06 | 1     |
| 2006/07 | 3     |
| 2007/08 | 5     |
| 2008/09 | 1     |
| 2009/10 | 1     |
| 2010/11 | 3     |
| 2011/12 | 11    |
| 2012/13 | 9     |
| 2013/14 | 19    |
| 2014/15 | 4     |
| 2015/16 | 5     |
| 2016/17 | 10    |
| 2017/18 | 14    |
| 2018/19 | 2     |
| 2019/20 | 1     |
| 2020/21 | 2     |
| 2021/22 | 3     |
| 2022/23 | 1     |
| 2023/24 | 1     |

## Некоторые рекорды
- Самый молодой победитель рейтингового турнира — 17 лет 358 дней. Чемпионат Великобритании 1993.
- Самый молодой победитель профессионального турнира — 17 лет 1 месяц. Nescafé Extra Challenge 1993.
- Самый молодой победитель Мастерс — 19 лет 69 дней. Мастерс 1995.
- Самый молодой игрок в ТОП-16 — 18 лет.
- Самый возрастной победитель Чемпионата мира — 46 лет 146 дней. Чемпионат мира 2022.
- Рекорд по высшей позиции в рейтинге после двух первых сезонов — 9.
- Рекорд по количеству побед в номинации Игрок года — 9(1994, 2001, 2004, 2005, 2008, 2012, 2014, 2018,2020).
- Рекорд по количеству выигранных рейтинговых турниров — 41.
- Рекорд по количеству завоёванных Тройных Корон — 7.
- Рекорд по количеству выигранных турниров Тройной Короны — 23.
- Рекорд по количеству сезонов подряд с победой хотя бы в одном профессиональном турнире — 28.
- Рекорд по количеству титулов Чемпионата Великобритании — 8.
- Рекорд по количеству титулов Мастерс — 8.
- Рекорд по количеству титулов Премьер Лиги — 10.
- Рекорд по количеству финалов Мастерс — 14.
- Рекорд по количеству побед подряд — 38. Квалификационные матчи в Блэкпуле.
- Самый быстрый максимум — 5 минут 8 секунд. Чемпионат Мира 1997, матч против Майка Прайса.
- Самый быстрый матч из 8 фреймов — 46 минут. Ронни О`Салливан 5-3 Джон Хиггинс. Премьер Лига 1999.
- Самый быстрый матч до 5 побед — 43 минуты 36 секунд. Ронни О`Салливан 5-0 Джейсон Куртис. Гран При 1992.
- Самый быстрый матч до 6 побед — 52 минуты 47 секунд. Ронни О`Салливан 6-0 Доминик Дэйл. Кубок Северной Ирландии 2006.
- Самый быстрый матч до 13 побед — 167 минут 33 секунды. Ронни О`Салливан 13-4 Тони Драго. Чемпионат мира 1996.
- Самый быстрый матч на Чемпионате Мира — 108 минут. Против Тепчайя Ун-Ну в первом раунде. Счёт 10-1. Чемпионат Мира 2020.
- Рекорд по количеству безответных очков — 556. Против Рикки Уолдена на Мастерс 2014.
- Рекорд по количеству сенчури за карьеру — 1300 и продолжает расти.
- Рекорд по количеству сенчури в первом сезоне — 30.
- Рекорд по времени, затраченному на выполнение первых 100 сенчури — 4 сезона и 1,5 месяца.
- Рекорд по среднему количеству фреймов, затраченному на выполнение одного сенчури, за сезон — 6,54 (сезон 2017—2018); 6,89 (сезон 2018—2019); 7,2 (сезон 2015—2016); 7,23 (сезон 2006—2007).
- Рекорд по количеству сенчури в рейтинговом матче до 5 побед — 5, один из которых максимальный. Кубок Северной Ирландии 2007. Матч против Али Картера.
- Рекорд по количеству максимальных брейков — 17.
- Рекорд по количеству максимальных брейков за один сезон — 3. Сезон 2007—2008.
- Рекорд по количеству максимальных брейков, сделанных в рамках Чемпионатов Мира — 3.
- Рекорд по количеству сенчури, сделанных в рамках Чемпионатов Великобритании — 122.
- Рекорд по количеству сенчури, сделанных в рамках турниров Мастерс — 73.
- Рекорд по количеству сенчури, сделанных в рамках Чемпионатов Мира — 204 (из них 201 — в Крусибле).
- Рекорд по проценту выигранных матчей за карьеру — 75,3 %.
- Рекорд по проценту выигранных фреймов за карьеру — 61,2 %.

## Серийность
Ронни О’Салливан является 2-м после Стивена Хендри самым серийным игроком в 90-е годы и самым серийным в нулевые и десятые годы XXI века. Ниже приведена сравнительная статистика его серийности за всю карьеру, исключая почти полностью пропущенный 2012—2013 сезон. Также недостаточно данных по сезону 1992—1993, в связи с чем отсутствует часть показателей по брейкам в 70 и 50 очков.
| Season    | Centuries | CP | Frames/Centuries | FP | Highest Break | Frames/70’s (70/F*100 %) | Frames/50’s (50/F*100 %) |
| --------- | --------- | -- | ---------------- | -- | ------------- | ------------------------ | ------------------------ |
| 1992—1993 | 30        | 3  | 26,37            | 6  | 145           |                          |                          |
| 1993—1994 | 28        | 2  | 20,18            | 2  | 142           | 7 (14,3 %)               | 2,9 (34,5 %)             |
| 1994—1995 | 20        | 5  | 25,05            | 7  | 142           | 5,69 (17,6 %)            | 2,74 (36,5 %)            |
| 1995—1996 | 21        | 4  | 19,33            | 4  | 139           | 6,34 (15,8 %)            | 2,92 (34,2 %)            |
| 1996—1997 | 30        | 2  | 14,73            | 3  | 147           | 5,74 (17,4 %)            | 2,95 (33,9 %)            |
| 1997—1998 | 25        | 2  | 21,52            | 8  | 141(2)        | 5,85 (17,1 %)            | 2,86 (35 %)              |
| 1998—1999 | 18        | 4  | 19,94            | 5  | 147           | 5,89 (17 %)              | 3,02 (33,1 %)            |
| 1999—2000 | 41        | 3  | 10,83            | 2  | 147(2)        | 4,83 (20,7 %)            | 2,51 (39,8 %)            |
| 2000—2001 | 33        | 1  | 15,39            | 3  | 140           | 4,27 (23,4 %)            | 2,32 (43,1 %)            |
| 2001—2002 | 43        | 1  | 10,51            | 2  | 147           | 4,3 (23,3 %)             | 2,53 (39,5 %)            |
| 2002—2003 | 30        | 2  | 11,23            | 2  | 147           | 4,16 (24 %)              | 2,31 (43,3 %)            |
| 2003—2004 | 42        | 1  | 8,55             | 1  | 140           | 3,86 (25,9 %)            | 2,3 (43,5 %)             |
| 2004—2005 | 42        | 1  | 8,36             | 1  | 146           | 3,62 (27,6 %)            | 2,24 (44,6 %)            |
| 2005—2006 | 25        | 2  | 10,76            | 2  | 140           | 4,72 (21,2 %)            | 2,69 (37,2 %)            |
| 2006—2007 | 44        | 1  | 7,23             | 1  | 143           | 3,38 (29,6 %)            | 2,03 (49,3 %)            |
| 2007—2008 | 50        | 1  | 7,66             | 1  | 147(3)        | 3,11 (32,2 %)            | 1,89 (52,9 %)            |
| 2008—2009 | 38        | 3  | 8,66             | 1  | 145           | 3,74 (26,7 %)            | 2,25 (44,4 %)            |
| 2009—2010 | 30        | 2  | 11,1             | 3  | 138           | 3,36 (29,8 %)            | 2,14 (46,7 %)            |
| 2010—2011 | 34        | 7  | 7,82             | 1  | 147           | 3,09 (32,4 %)            | 2 (50 %)                 |
| 2011—2012 | 53        | 3  | 9,68             | 1  | 147           | 3,95 (25,3 %)            | 2,24 (44,6 %)            |
| 2013—2014 | 53        | 3  | 8,83             | 2  | 147           | 3,84 (26 %)              | 2,04 (49 %)              |
| 2014—2015 | 46        | 4  | 8,46             | 1  | 147           | 3,7 (27 %)               | 2,07 (48,3 %)            |
| 2015—2016 | 30        | 8  | 7,2              | 1  | 146           | 3 (33,3 %)               | 1,93 (51,8 %)            |
| 2016—2017 | 50        | 3  | 9,34             | 2  | 146           | 3,8 (26,3 %)             | 2,18 (45,9 %)            |
| 2017—2018 | 74        | 1  | 6,54             | 1  | 147           | 3,27 (30,6 %)            | 2,05 (48,8 %)            |
| 2018—2019 | 61        | 4  | 6,89             | 1  | 147           | 3,26 (30,7 %)            | 1,96 (51 %)              |

| Обозначения** |
| Менее 35 % тура показывает подобный уровень серийности или выше — около половины игроков топ-64 и единицы вне топ-64 (F/70’s = 5,51 — 7 \|\| F/50’s = 2,91 — 3,3).                                                               |
| Менее 20 % тура показывает подобный уровень серийности или выше — около 60 % игроков топ-32 и единицы вне топ-32 (F/70’s = 4,71 — 5,5 \|\| F/50’s = 2,61 — 2,9).                                                                 |
| Менее 10 % тура показывает подобный уровень серийности или выше — около половины игроков топ-16 и единицы вне топ-16 (F/70’s = 4 — 4,7 \|\| F/50’s = 2,36 — 2,6).                                                                |
| Менее 5 % тура показывает подобный уровень серийности или выше — максимум 4-5 игроков (F/70’s = 3,71 — 3,99 \|\| F/50’s = 2,21 — 2,35).                                                                                          |
| Рекордный уровень серийности — за всю историю снукера ещё лишь 2 игрока по разу (Марк Селби 3,68 в сезоне 2008—2009 и Нил Робертсон 3,7 в 2017—2018) показали подобный уровень (F/70’s = 3,7 и менее \|\| F/50’s = 2,2 и менее). |

Centuries — количество сотенных серий за сезон.
CP — место по количеству сотенных серий относительно других игроков.
Frames/Centuries — количество фреймов, затраченных на выполнение одной сотенной серии.
FP — место по количеству фреймов, затраченных на выполнение одной сотенной серии, относительно других игроков.
Highest Break — наивысший брейк.
Frames/70’s (70/F*100 %) — количество фреймов, затраченных на выполнение одного брейка в 70 и более очков, а также процент фреймов, проведённых с такой серией.
Frames/50’s (50/F*100 %) — количество фреймов, затраченных на выполнение одного брейка в 50 и более очков, а также процент фреймов, проведённых с такой серией.
Rank — общий уровень серийности на основании всех показателей (F, E, D, C — высокая, B — очень высокая, A — выдающаяся, U, S).
* При подсчёте места учитываются только те игроки, кто сыграл за сезон 100 фреймов и более.
** Все сравнения сделаны относительно уровня игры в снукер 2011—2019 годов.

## Статистика сезонов
Ниже приведена статистика сезонов, проведённых Ронни О’Салливаном за всю его профессиональную карьеру — включает в себя информацию по количеству сыгранных матчей, фреймов и турниров в каждом из сезонов, выступления на рейтинговых турнирах и турнирах тройной короны, итоговый рейтинг на конец сезона, а также процент выигранных матчей и фреймов.
| Season    | Frames | Matches | W (R)    | F (R)    | T (R)   | Rank QF-SF-F-W | RS | M — B — W    | 1R | MW     | FW     |
| --------- | ------ | ------- | -------- | -------- | ------- | -------------- | -- | ------------ | -- | ------ | ------ |
| 1992—1993 | 791    | 112     | 1 (0)    | 1 (0)    | 14 (9)  | 1-0-0-0        | 57 | A — 1R — 1R  | 5  | 83,9 % | 69,9 % |
| 1993—1994 | 565    | 63      | 3 (2)B   | 4 (3)B   | 13 (9)  | 0-1-1-2        | 9  | A — W — 2R   | 3  | 77,8 % | 59,8 % |
| 1994—1995 | 501    | 54      | 1 (0)M   | 3 (2)М   | 15 (9)  | 4-2-2-0        | 3  | W — QF — QF  | 0  | 66,7 % | 56,1 % |
| 1995—1996 | 406    | 39      | 1 (0)    | 2 (0)M   | 15 (10) | 1-2-0-0        | 8  | F — QF — SF  | 5  | 56,4 % | 55,4 % |
| 1996—1997 | 442    | 47      | 3 (2)    | 5 (2)M   | 15 (10) | 1-1-0-2        | 7  | F — 1R — 2R  | 3  | 66 %   | 56,6 % |
| 1997—1998 | 538    | 58      | 3 (2)B   | 4 (2)B   | 15 (8)  | 1-2-0-2        | 3  | QF — W — SF  | 0  | 70,7 % | 57,4 % |
| 1998—1999 | 359    | 36      | 1 (0)    | 2 (0)    | 13 (8)  | 0-2-0-0        | 4  | QF — A — SF  | 2  | 61,1 % | 54 %   |
| 1999—2000 | 444    | 53      | 2 (2)    | 3 (2)    | 15 (9)  | 3-1-0-2        | 4  | QF — QF — 1R | 1  | 66 %   | 58,1 % |
| 2000—2001 | 508    | 48      | 6 (2)W   | 7 (3)W   | 13 (8)  | 1-1-1-2        | 2  | 1R — SF — W  | 1  | 79,2 % | 61,2 % |
| 2001—2002 | 452    | 46      | 2 (1)B   | 3 (1)B   | 14 (9)  | 3-3-0-1        | 1  | QF — W — SF  | 1  | 69,6 % | 60,4 % |
| 2002—2003 | 337    | 36      | 3 (2)    | 3 (2)    | 11 (8)  | 3-0-0-2        | 3  | QF — QF — 1R | 1  | 77,8 % | 58,8 % |
| 2003—2004 | 359    | 34      | 2 (2)W   | 4 (3)M W | 9 (8)   | 3-1-1-2        | 1  | F — SF — W   | 0  | 79,4 % | 63,8 % |
| 2004—2005 | 351    | 37      | 5 (3)M   | 5 (3)M   | 9 (7)   | 1-1-0-3        | 1  | W — 1R — QF  | 1  | 81,1 % | 61,3 % |
| 2005—2006 | 269    | 27      | 1 (0)    | 3 (1)M   | 8 (5)   | 0-1-1-0        | 3  | F — 1R — SF  | 3  | 65,4 % | 56,3 % |
| 2006—2007 | 348    | 41      | 3 (0)M   | 4 (1)M   | 10 (7)  | 4-1-1-0        | 5  | W — QF — QF  | 1  | 78 %   | 62,4 % |
| 2007—2008 | 383    | 37      | 3 (2)B W | 5 (4)B W | 8 (6)   | 1-0-2-2        | 1  | 1R — W — W   | 1  | 81,1 % | 64 %   |
| 2008—2009 | 329    | 34      | 3 (1)M   | 4 (2)M   | 9 (7)   | 2-0-1-1        | 1  | W — 2R — 2R  | 0  | 70,6 % | 58,7 % |
| 2009—2010 | 334    | 37      | 1 (1)    | 3 (1)M   | 9 (6)   | 1-2-0-1        | 3  | F — SF — QF  | 1  | 64,5 % | 58,8 % |
| 2010—2011 | 266    | 46      | 1 (0)    | 3 (1)    | 10 (5)  | 1-0-1-0        | 11 | 1R — 1R — QF | 3  | 66,7 % | 61 %   |
| 2011—2012 | 513    | 71      | 5 (2)W   | 6 (2)W   | 17 (6)  | 1-1-0-2        | 9  | QF — 2R — W  | 0  | 80,3 % | 64,3 % |
| 2012—2013 | 117    | 6       | 1 (1)W   | 1 (1)W   | 2 (1)   | 0-0-0-1        | 19 | A — A — W    |    |        |        |
| 2013—2014 | 459    | 58      | 4 (1)M   | 6 (2)M W | 13 (5)  | 1-0-1-1        | 4  | W — QF — F   | 0  | 84,5 % | 67,8 % |
| 2014—2015 | 389    | 51      | 2 (1)B   | 3 (1)B   | 12 (6)  | 3-0-0-1        | 5  | SF — W — QF  | 1  | 80,5 % | 64,4 % |
| 2015—2016 | 216    | 32      | 2 (1)M   | 3 (1)M   | 6 (4)   | 0-0-0-1        | 10 | W — A — 2R   | 1  | 81,3 % | 64,7 % |
| 2016—2017 | 467    | 55      | 1 (0)M   | 4 (2)M B | 15 (13) | 3-0-2-0        | 14 | W — F — QF   | 0  | 74,6 % | 60,4 % |
| 2017—2018 | 484    | 61      | 5 (5)B   | 7 (5)B   | 15 (12) | 3-0-0-5        | 2  | QF — W — 2R  | 0  | 83,6 % | 65,3 % |
| 2018—2019 | 420    | 44      | 5 (3)B   | 7 (4)M B | 11 (8)  | 0-1-1-3        | 1  | F — W — 1R   | 2  | 86,4 % | 62,6 % |

Обозначения.
Season — текущий сезон.
Frames — количество сыгранных фреймов.
Matches — количество сыгранных матчей.
W (R) — количество выигранных турниров и количество выигранных рейтинговых турниров (M B W — победы на Мастерс, чемпионате Великобритании и Чемпионате Мира).
F (R) — количество финалов и количество рейтинговых финалов (M B W — финалы на Мастерс, чемпионате Великобритании и Чемпионате Мира).
T (R) — количество проведённых турниров и количество проведённых рейтинговых турниров.
Rank QF-SF-F-W — количество рейтинговых четвертьфиналов, полуфиналов, финалов и побед.
RS — рейтинг на конец сезона.
M — B — W — выступления на Мастерс, чемпионате Великобритании и Чемпионате Мира (A — не принимал участие).
1R — количество поражений в первом раунде рейтинговых турниров (в данном случае первым раундом считается раунд, в котором начинают принимать участие все лучшие сеяные игроки).
MW — процент выигранных матчей (не учитывает матчи в чемпионате Лиге и турнирах до 1 победы).
FW — процент выигранных фреймов (не учитывает матчи в чемпионате Лиге и турнирах до 1 победы).

## Известные фаны О’Салливана
- Дэмьен Хёрст[130]
- Ронни Вуд